# Lijst van personen overleden in 1976
Dit is een lijst van personen die zijn overleden in 1976.

## Januari

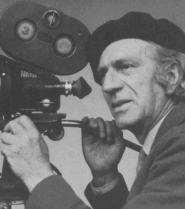
Herman van der Horst
8 januari

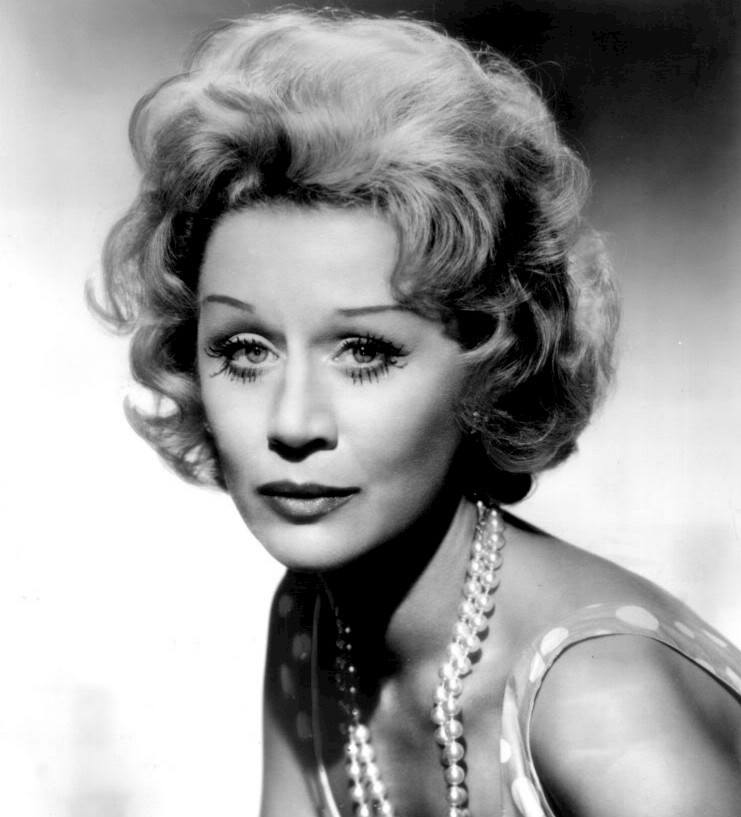
Margaret Leighton
13 januari

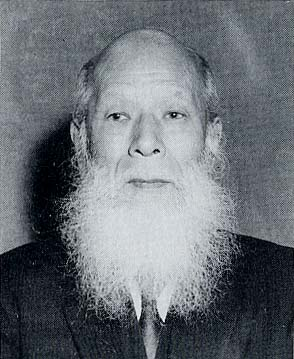
Hidetsugu Yagi
19 januari

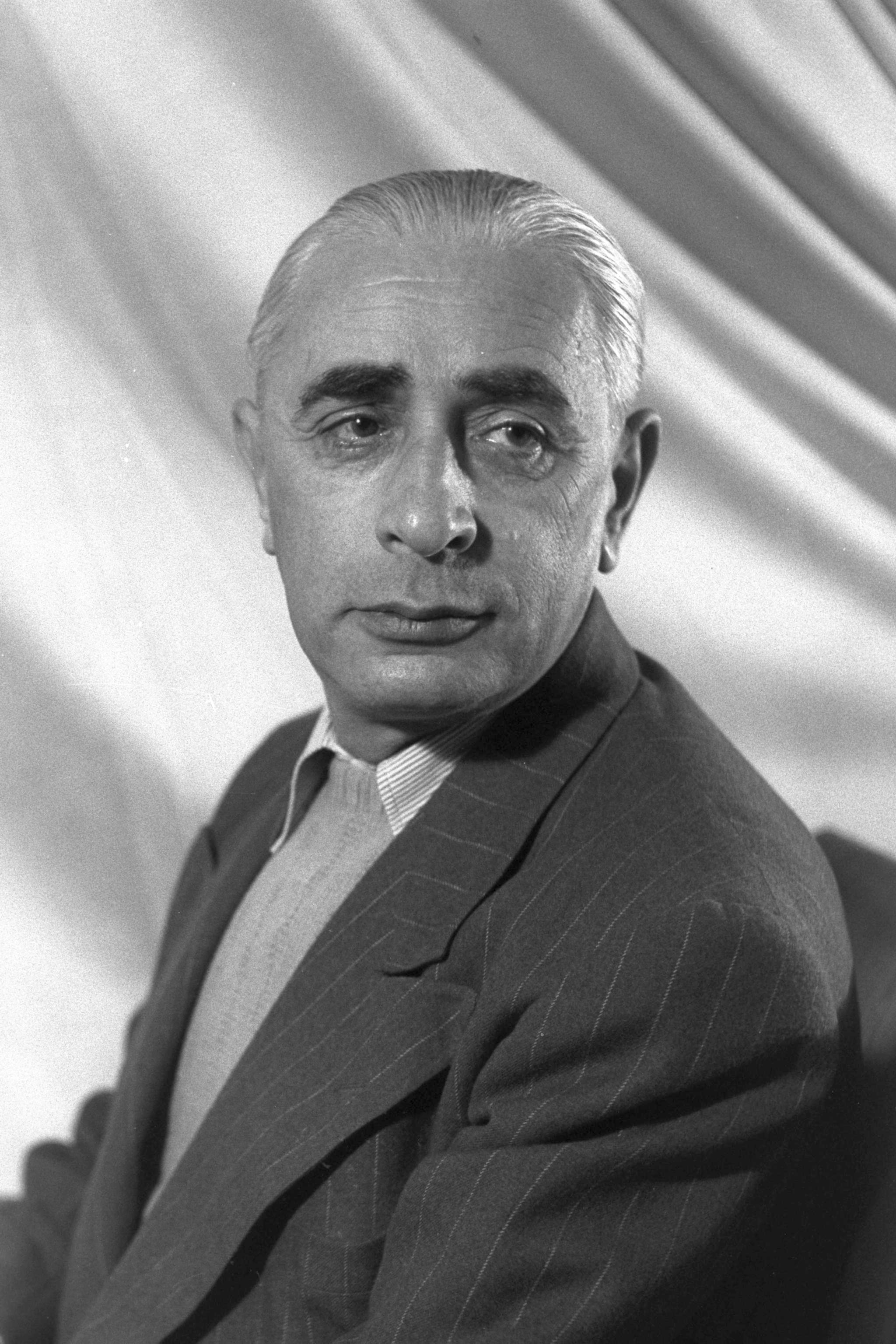
Pinhas Lavon
21 januari

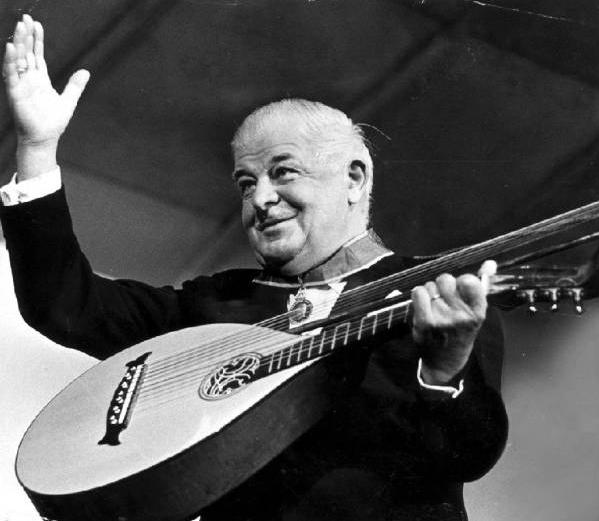
Evert Taube
31 januari

| 1 | 2 | 3 | 4 | 5 | 6 | 7 | 8 | 9 | 10 | 11 | 12 | 13 | 14 | 15 | 16 | 17 | 18 | 19 | 20 | 21 | 22 | 23 | 24 | 25 | 26 | 27 | 28 | 29 | 30 | 31 |
| - | - | - | - | - | - | - | - | - | -- | -- | -- | -- | -- | -- | -- | -- | -- | -- | -- | -- | -- | -- | -- | -- | -- | -- | -- | -- | -- | -- |

### 1 januari
- Edmond Cathenis (53), Belgisch politicus
- Pierre Daura (79), Spaans-Amerikaans schilder en graficus

### 3 januari
- John Ainsworth-Davis (80), Brits atleet
- Irving Kaufman (85), Amerikaans zanger

### 5 januari
- John A. Costello (84), Iers politicus
- Mal Evans (40), Brits roadmanager, persoonlijk assistent en muziekproducent
- Georges Migot (84), Frans componist, kunstschilder en dichter
- Károly Takács (65), Hongaars schutter

### 6 januari
- Henry George (84), Belgisch wielrenner
- Rieks de Haas (73), Nederlands voetballer

### 7 januari
- Willem Van Hecke (82), Belgisch kunstschilder

### 8 januari
- Zhou Enlai (77), Chinees politicus
- Herman van der Horst (65), Nederlands filmregisseur

### 9 januari
- Rupert Wildt (70), Duits-Amerikaans astronoom

### 10 januari
- Howlin' Wolf (65), Amerikaans bluesmuzikant

### 12 januari
- Agatha Christie (85), Brits schrijfster

### 13 januari
- Margaret Leighton (53), Brits actrice
- Mona Rüster (74), Duits tafeltennisster

### 14 januari
- Juan d'Arienzo (75), Argentijns tangomuzikant
- Edgard Bouwens (48), Belgisch politicus

### 15 januari
- Edwin Louis Teixeira de Mattos (77), Nederlands bobsleeër
- Hendrik Wagenvoort (89), Nederlands latinist

### 16 januari
- Alfons Buts (76), Belgisch politicus
- Johannes Carel Antonius Clasener (71), Nederlands militair
- Victorine van Schaick (58), Nederlands bibliothecaris

### 19 januari
- Hidetsugu Yagi (89), Japans elektrotechnicus

### 21 januari
- Nico Jesse (64), Nederlands fotograaf

### 22 januari
- Maurice Iweins d'Eeckhoutte (71), Belgisch diplomaat
- Hermann Jónasson (79), IJslands politicus

### 23 januari
- Paul Robeson (77), Amerikaans zanger

### 24 januari
- Pinhas Lavon (71), Israëlisch politicus
- José C. Valadés (74), Mexicaans historicus en journalist

### 26 januari
- Max Daetwyler (89), Zwitsers activist

### 28 januari
- Marcel Broodthaers (52), Belgisch dichter en kunstenaar
- Ray Nance (62), Amerikaans musicus

### 30 januari
- Jean Chrétien Baud (82), Nederlands kamerheer
- Arnold Gehlen (72), Duits filosoof

### 31 januari
- Evert Taube (85), Zweeds zanger

## Februari

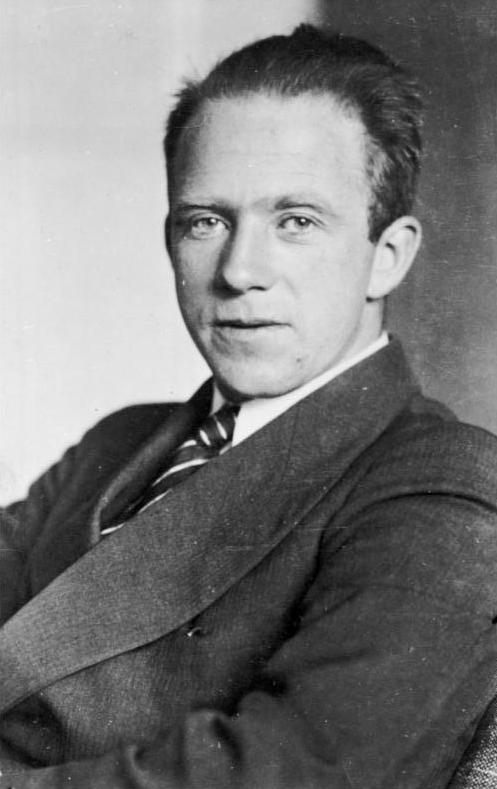
Werner Heisenberg
1 februari

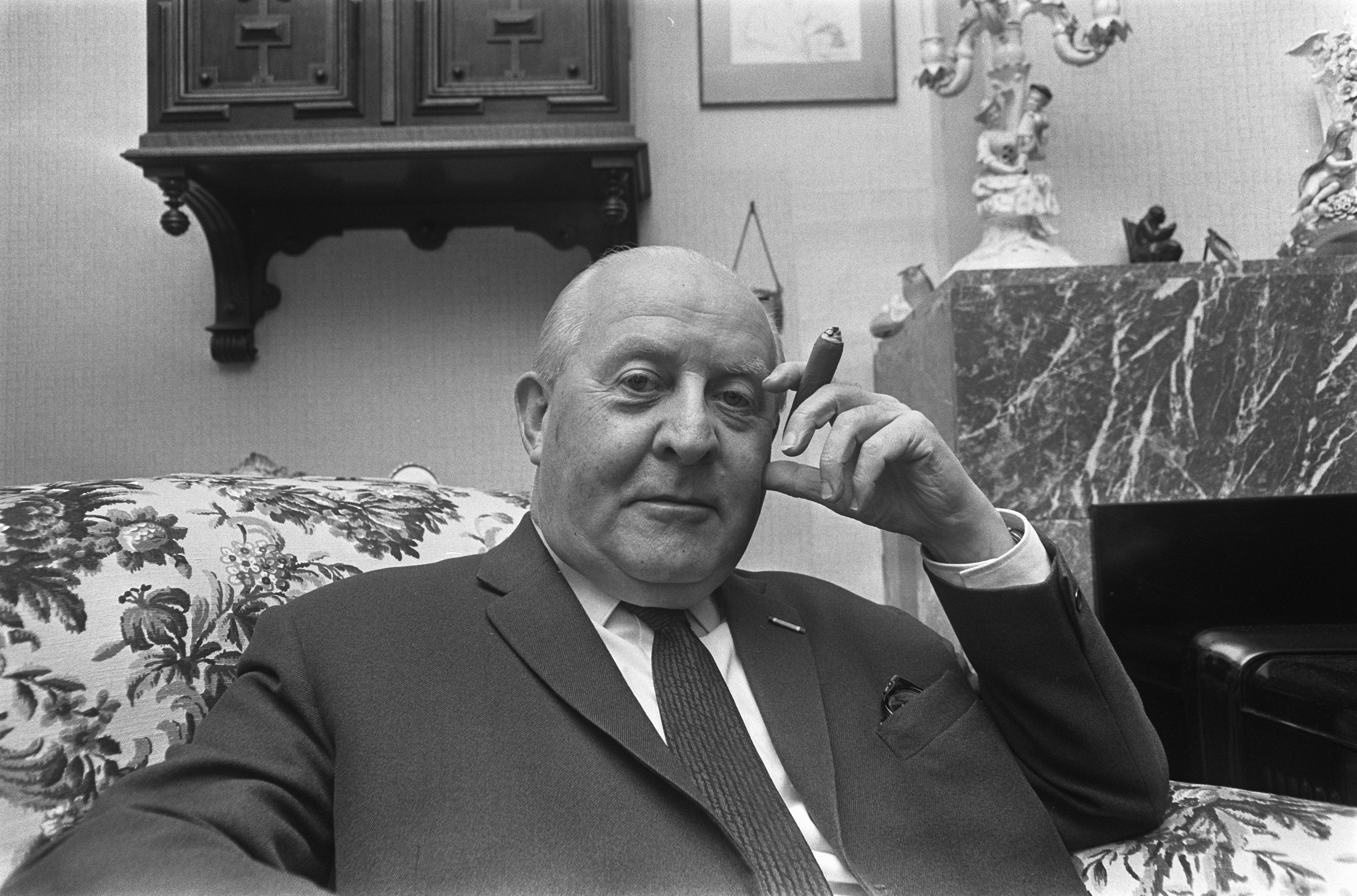
Johan Kaart
1 februari

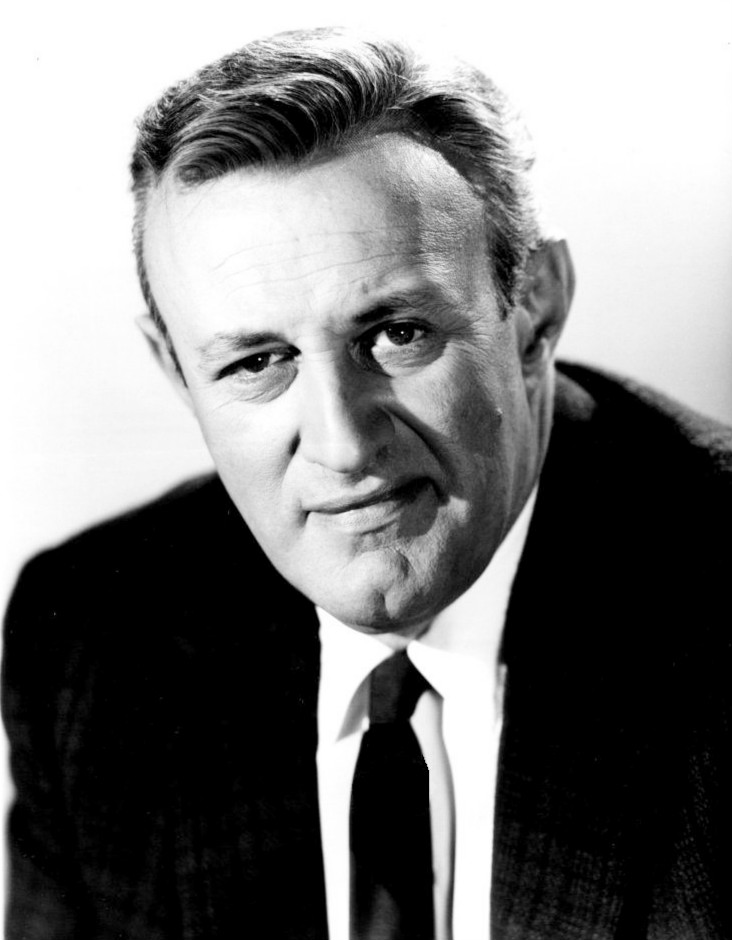
Lee J. Cobb
11 februari

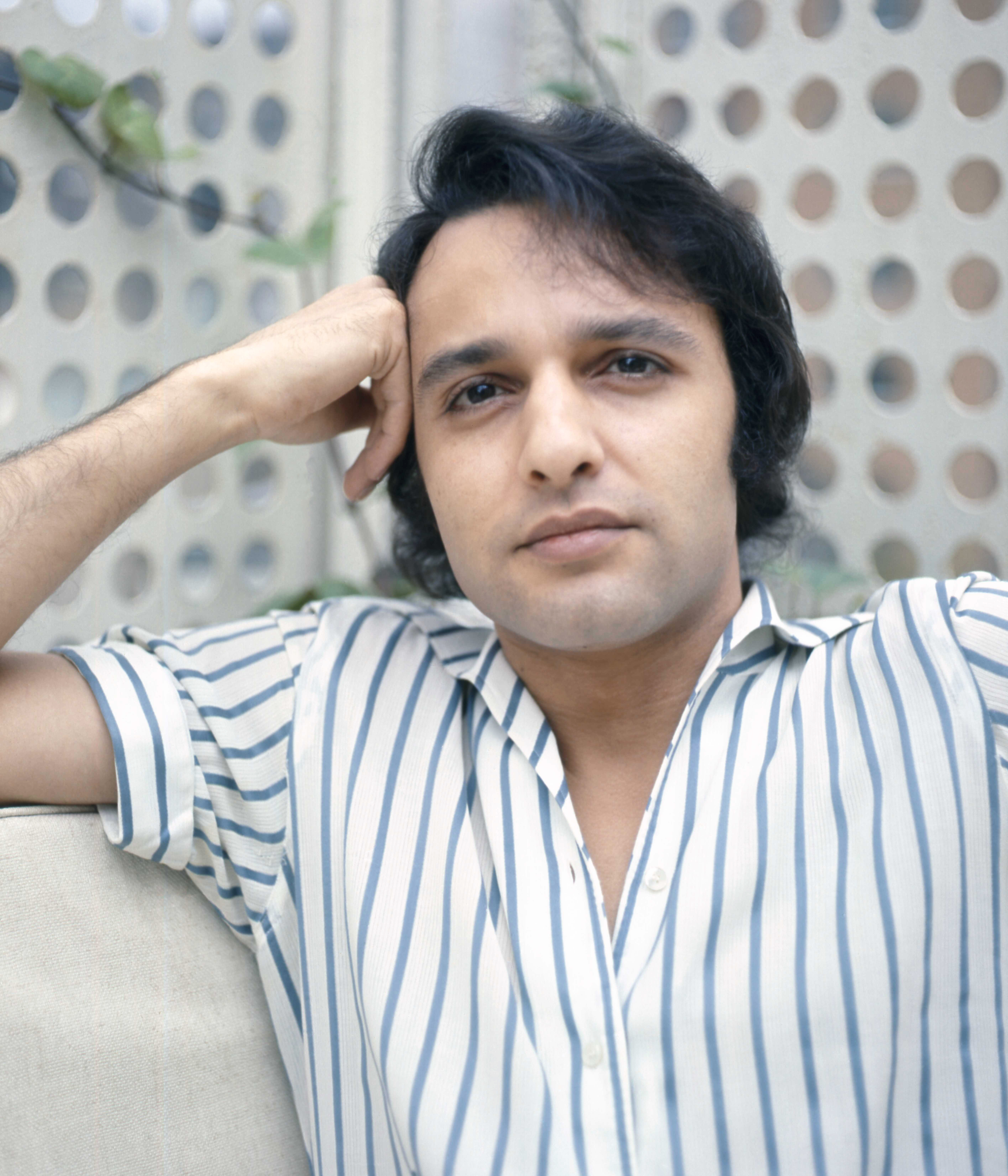
Sal Mineo
12 februari

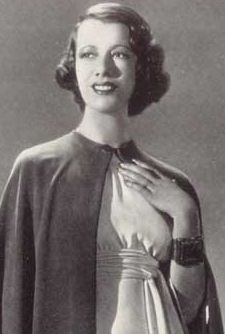
Lily Pons
13 februari

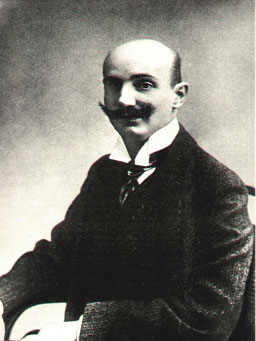
Vasili Sjoelgin
15 februari

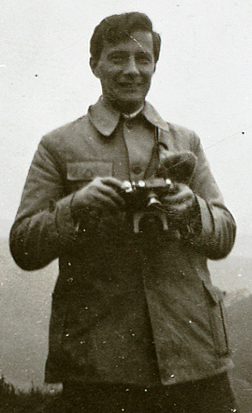
Michael Polanyi
22 februari

| 1 | 2 | 3 | 4 | 5 | 6 | 7 | 8 | 9 | 10 | 11 | 12 | 13 | 14 | 15 | 16 | 17 | 18 | 19 | 20 | 21 | 22 | 23 | 24 | 25 | 26 | 27 | 28 | 29 |
| - | - | - | - | - | - | - | - | - | -- | -- | -- | -- | -- | -- | -- | -- | -- | -- | -- | -- | -- | -- | -- | -- | -- | -- | -- | -- |

### 1 februari
- Cato Berlage (86), Nederlands illustrator
- Leendert Brummel (78), Nederlands bibliothecaris
- Werner Heisenberg (74), Duits wis- en natuurkundige
- Hans Richter (87), Duits kunstenaar en filmmaker
- George Whipple (97), Amerikaans fysioloog en Nobelprijswinnaar

### 2 februari
- Johan Kaart (78), Nederlands acteur

### 4 februari
- Dámaso Cárdenas (77), Mexicaans politicus

### 6 februari
- Jan van Breda Kolff (82), Nederlands voetballer

### 7 februari
- Vince Guaraldi (47), Amerikaans jazzpianist en -componist

### 8 februari
- Anna Pia Monica van Saksen (72), Duitse prinses

### 9 februari
- Percy Faith (67), Canadees-Amerikaans componist en orkestleider

### 10 februari
- Huub van den Brule (86), Nederlands politicus

### 11 februari
- Frank Arnau (81), Duits schrijver
- Lee J. Cobb (64), Amerikaans acteur
- Amédée Cortier (54), Belgisch kunstschilder
- Lina Flor (61), Filipijns schrijfster
- Alexander Lippisch (81), Duitse luchtvaartpionier

### 12 februari
- Paul Boudry (62), Belgisch kunstschilder
- Nicolas Dethier (87), Belgisch politicus
- Sal Mineo (37), Amerikaans acteur
- Poulus Voogd (70), Nederlands politicus
- James Clifton Williams (52), Amerikaans componist

### 13 februari
- John Lounsbery (64), Amerikaans tekenaar
- Lily Pons (77), Amerikaans operazangeres
- Paul Russo (61), Amerikaans autocoureur

### 14 februari
- Piero Scotti (66), Italiaans autocoureur

### 15 februari
- William Lemaire (68), Nederlands politicus
- Vasili Sjoelgin (98), Russisch politicus

### 17 februari
- Jean Servais (65), Belgisch-Frans acteur

### 20 februari
- René Cassin (88), Franse jurist
- Kathryn Kuhlman (68), Amerikaans evangeliste
- Karl Schönwetter (73), Duits oorlogsmisdadiger

### 22 februari
- Florence Ballard (32), Amerikaans zangeres
- Michael Polanyi (84), Hongaars-Brits wetenschapper

### 24 februari
- Jozef Devroe (71), Belgisch politicus

### 25 februari
- Gerard Baksteen (89), Nederlands kunstenaar
- Dirk van Dijk (81), Nederlands predikant

### 26 februari
- Efrem Forni (87), Italiaans geestelijke

### 27 februari
- Daniel Johannes von Balluseck (80), Nederlands journalist en diplomaat

### 28 februari
- Anton Rooskens (69), Nederlands kunstschilder

## Maart

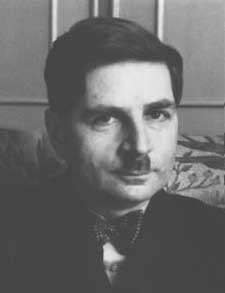
Walter Schottky
4 maart

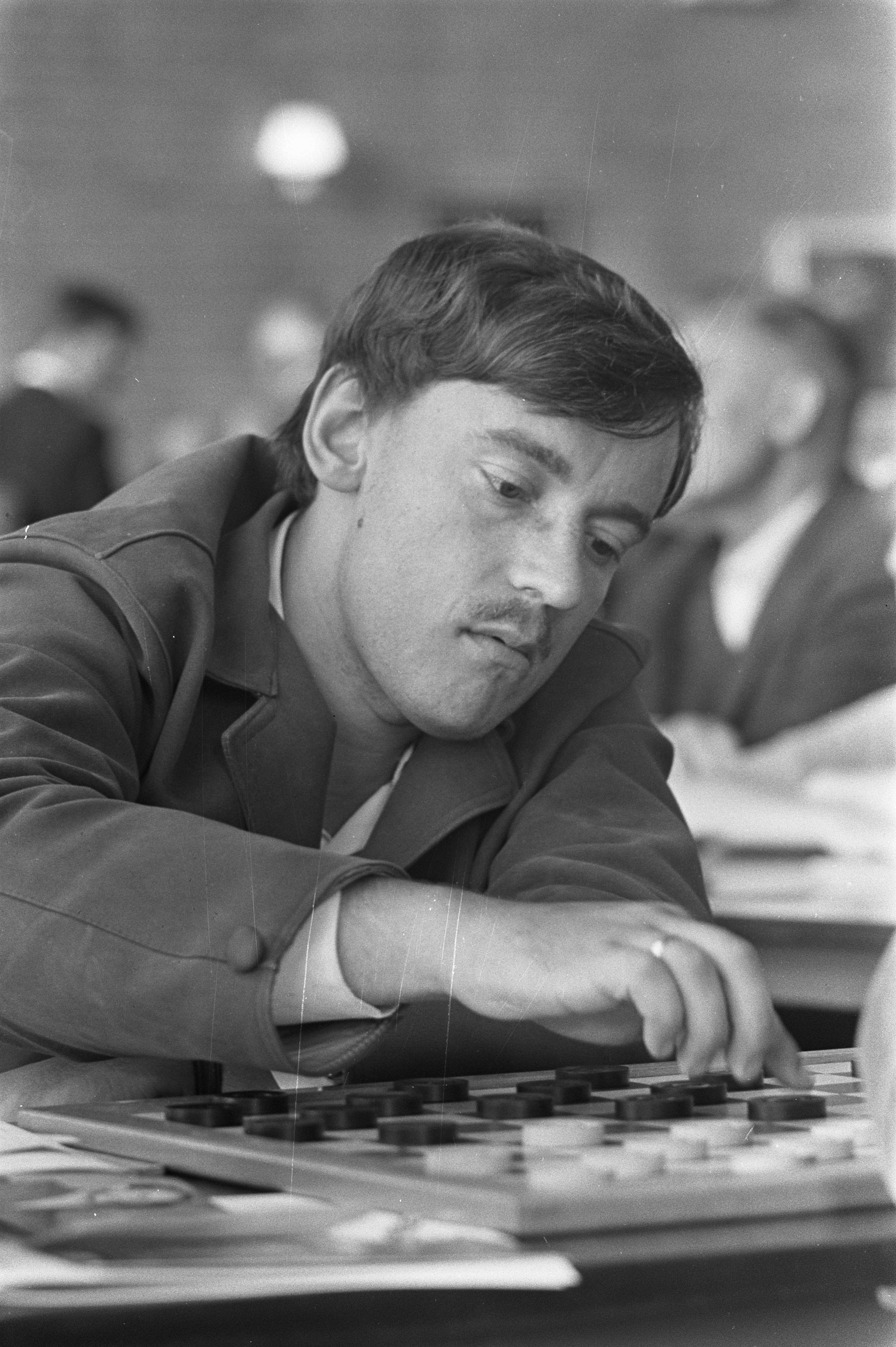
Andris Andreiko
10 maart

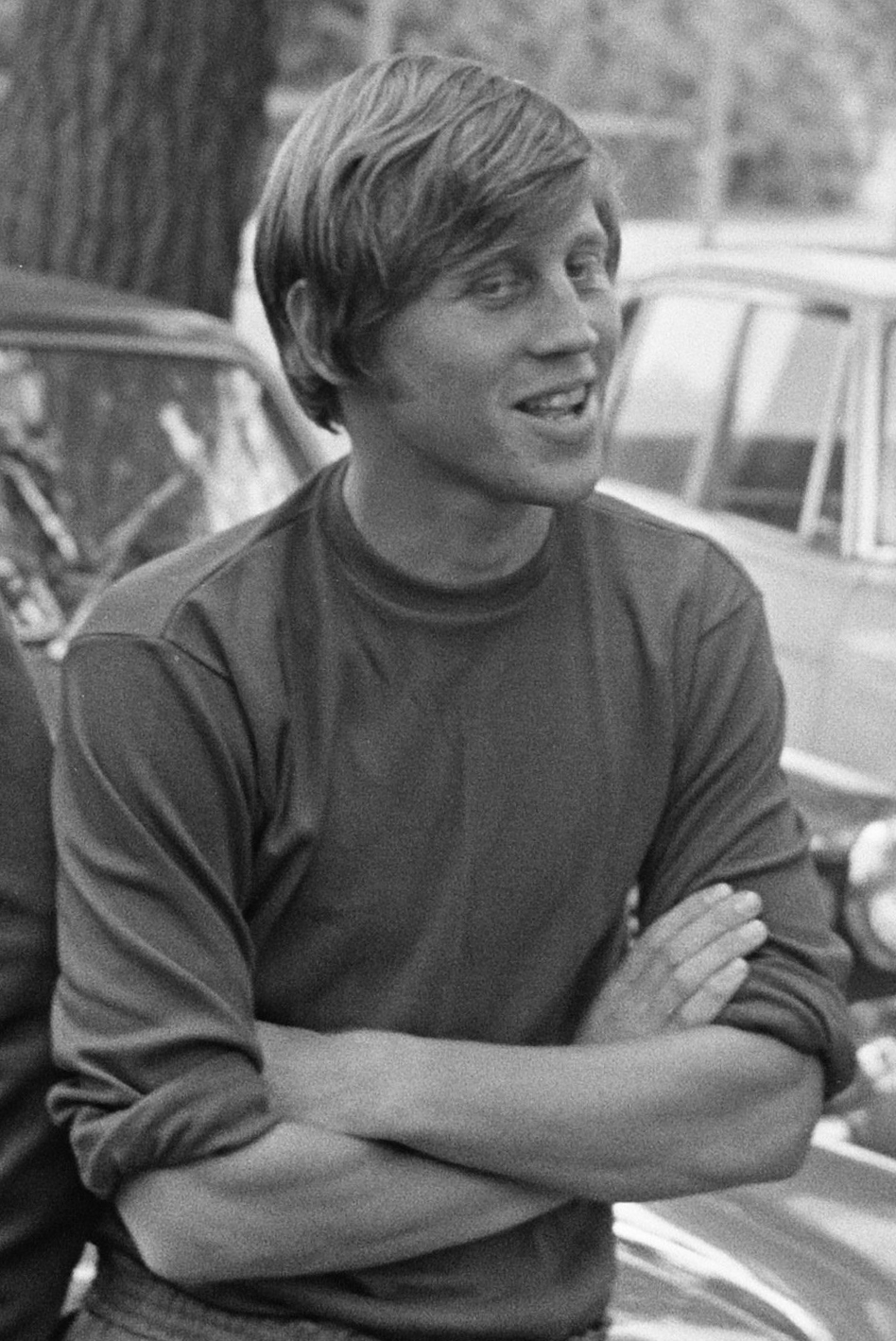
Nico Rijnders
16 maart

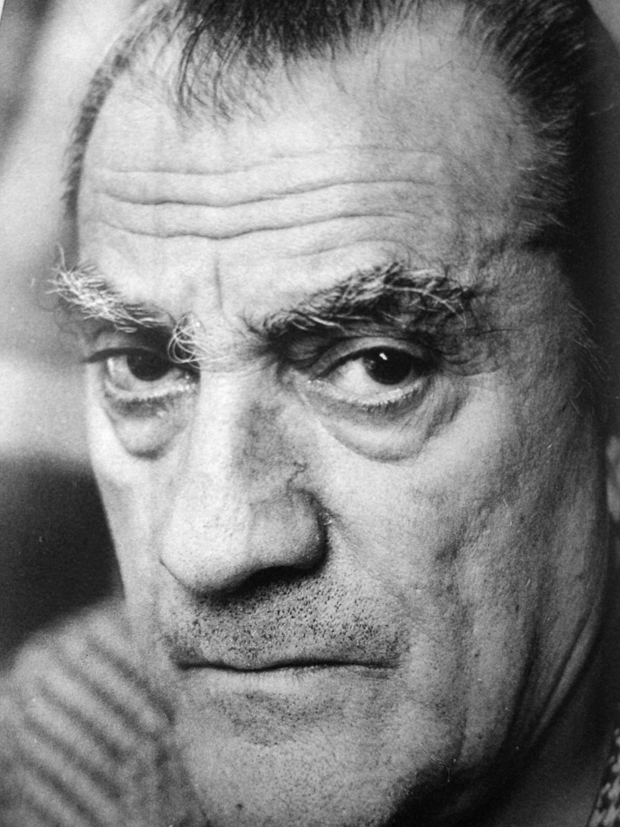
Luchino Visconti
17 maart

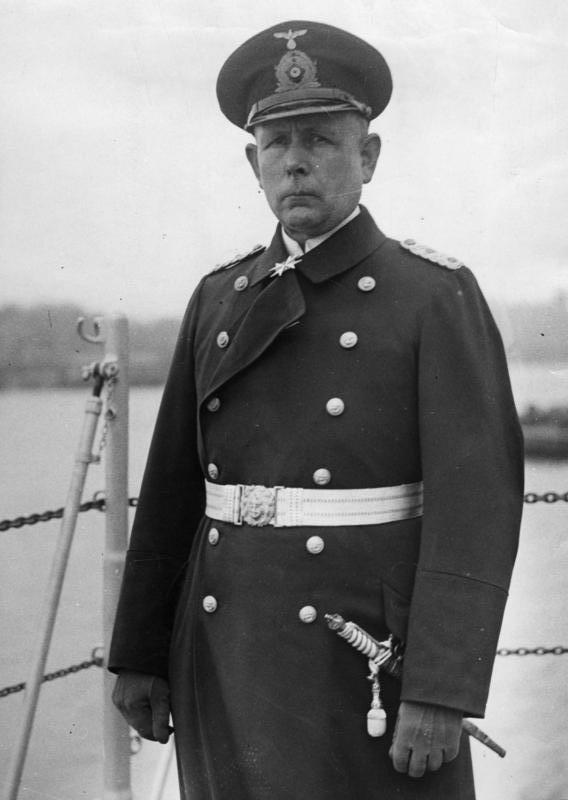
Wilhelm Marschall
20 maart

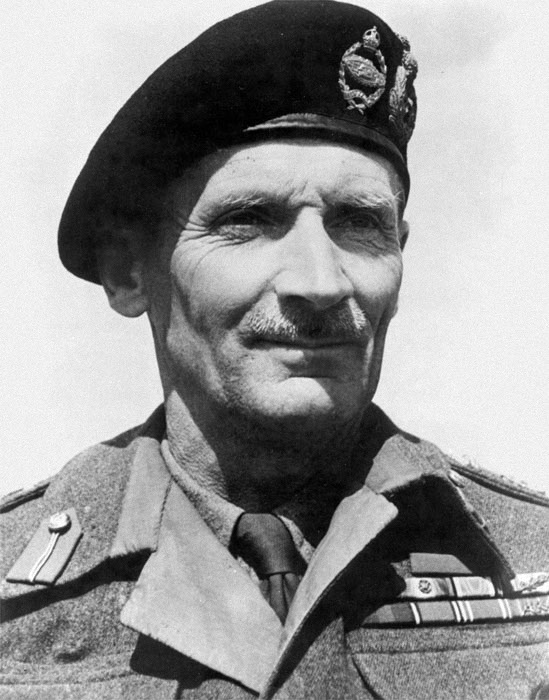
Bernard Montgomery
24 maart

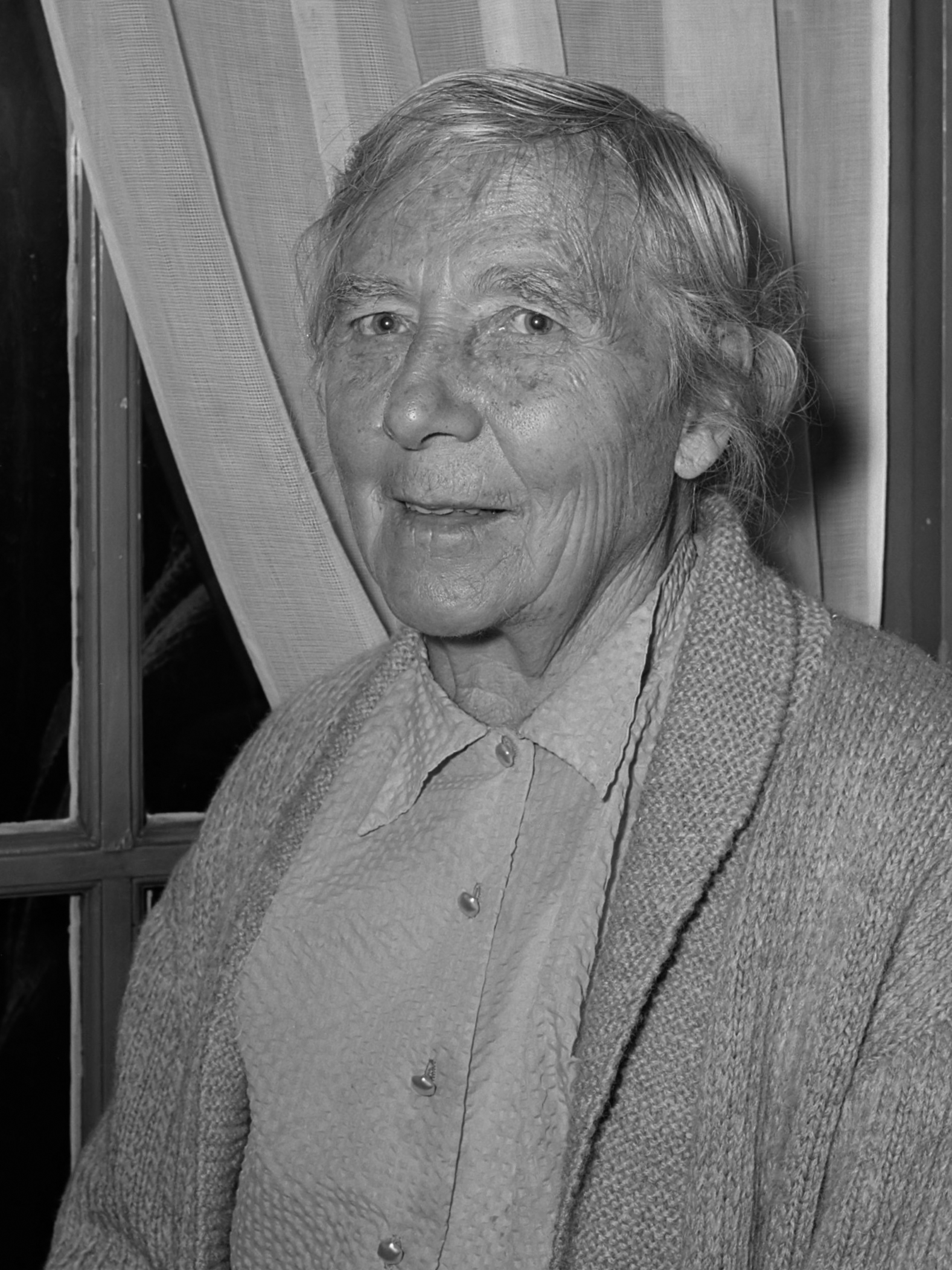
Jacqueline Royaards
30 maart

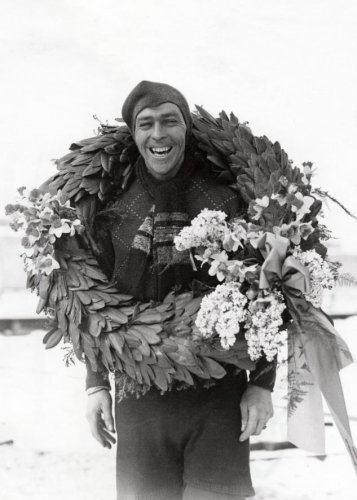
Auke Adema
31 maart

| 1 | 2 | 3 | 4 | 5 | 6 | 7 | 8 | 9 | 10 | 11 | 12 | 13 | 14 | 15 | 16 | 17 | 18 | 19 | 20 | 21 | 22 | 23 | 24 | 25 | 26 | 27 | 28 | 29 | 30 | 31 |
| - | - | - | - | - | - | - | - | - | -- | -- | -- | -- | -- | -- | -- | -- | -- | -- | -- | -- | -- | -- | -- | -- | -- | -- | -- | -- | -- | -- |

### 1 maart
- Jean Martinon (66), Frans dirigent en componist

### 2 maart
- Simon de Wit (63), Nederlands roeier

### 3 maart
- Koos van der Kaay (76), Nederlands beeldhouwer
- P.V.G.W. Kamerbeek (64), Nederlands burgemeester

### 4 maart
- Walter Schottky (89), Duits natuurkundige

### 5 maart
- Charles Lederer (65), Amerikaans scriptschrijver

### 6 maart
- Pietro Berra (96), Italiaans componist

### 7 maart
- Tove Ditlevsen (58), Deens schrijfster en dichteres
- Adolphe Reymond (79), Zwitsers voetballer
- Piero Vidale (73), Italiaans componist

### 10 maart
- Andris Andreiko (33), Sovjet-Russisch dammer
- Daniel Cosío Villegas (77), Mexicaans econoom en historicus
- Haddon Sundblom (76), Amerikaans illustrator

### 11 maart
- Boris Iofan (84), Sovjet-Russisch architect

### 13 maart
- Willy Alfredo (77), Nederlands dichter

### 14 maart
- Anton Eduard van Arkel (82), Nederlands scheikundige
- Busby Berkeley (80), Amerikaans choreograaf en filmregisseur

### 16 maart
- Enoch Bolles (93), Amerikaans kunstschilder
- Heinrich Lauterbach (83), Duits architect
- Albert Lilar (75), Belgisch politicus
- Nico Rijnders (28), Nederlands voetballer

### 17 maart
- Jacques Duboin (97), Frans econoom
- Paul Meierhans (81), Zwitsers politicus
- Luchino Visconti (69), Italiaans filmregisseur

### 18 maart
- Robert de Roos (69), Nederlands componist

### 19 maart
- Cyrille Neefs (76), Belgisch politicus

### 20 maart
- Friedrich Donenfeld (64), Oostenrijks voetballer en voetbaltrainer
- Wilhelm Marschall (89), Duits militair

### 23 maart
- Artturi Rope (72), Fins componist

### 24 maart
- Bernard Montgomery (88), Brits militair leider
- Willem Reyseger (74), Nederlands voetbalbestuurder
- Ernest Shepard (96), Brits illustrator

### 25 maart
- Josef Albers (88), Duits kunstschilder
- Gerrit Hendrik Kuperus (78), Nederlands politicus
- Maria Zamboni (80), Italiaans sopraanzangeres

### 26 maart
- René Lefebvre (82), Belgisch politicus

### 29 maart
- Cornelis van Geelkerken (75), Nederlands politicus
- Maurits van Vollenhoven (93), Nederlands diplomaat

### 30 maart
- Jacqueline Royaards-Sandberg (99), Nederlands toneelactrice

### 31 maart
- Auke Adema (68), Nederlands schaatser
- Paul Strand (85), Amerikaans fotograaf

## April

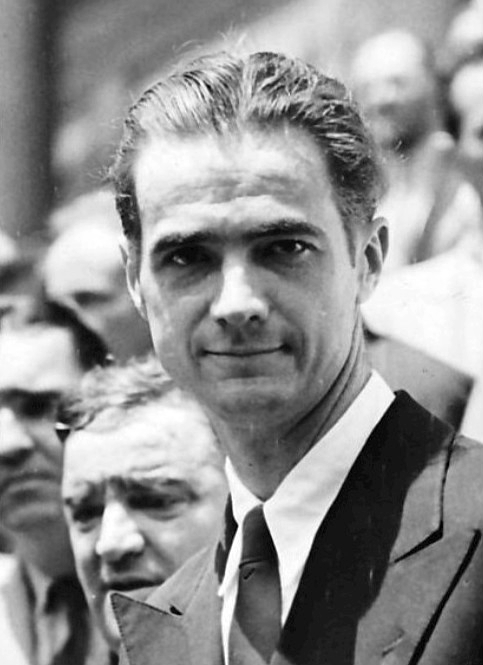
Howard Hughes
5 april

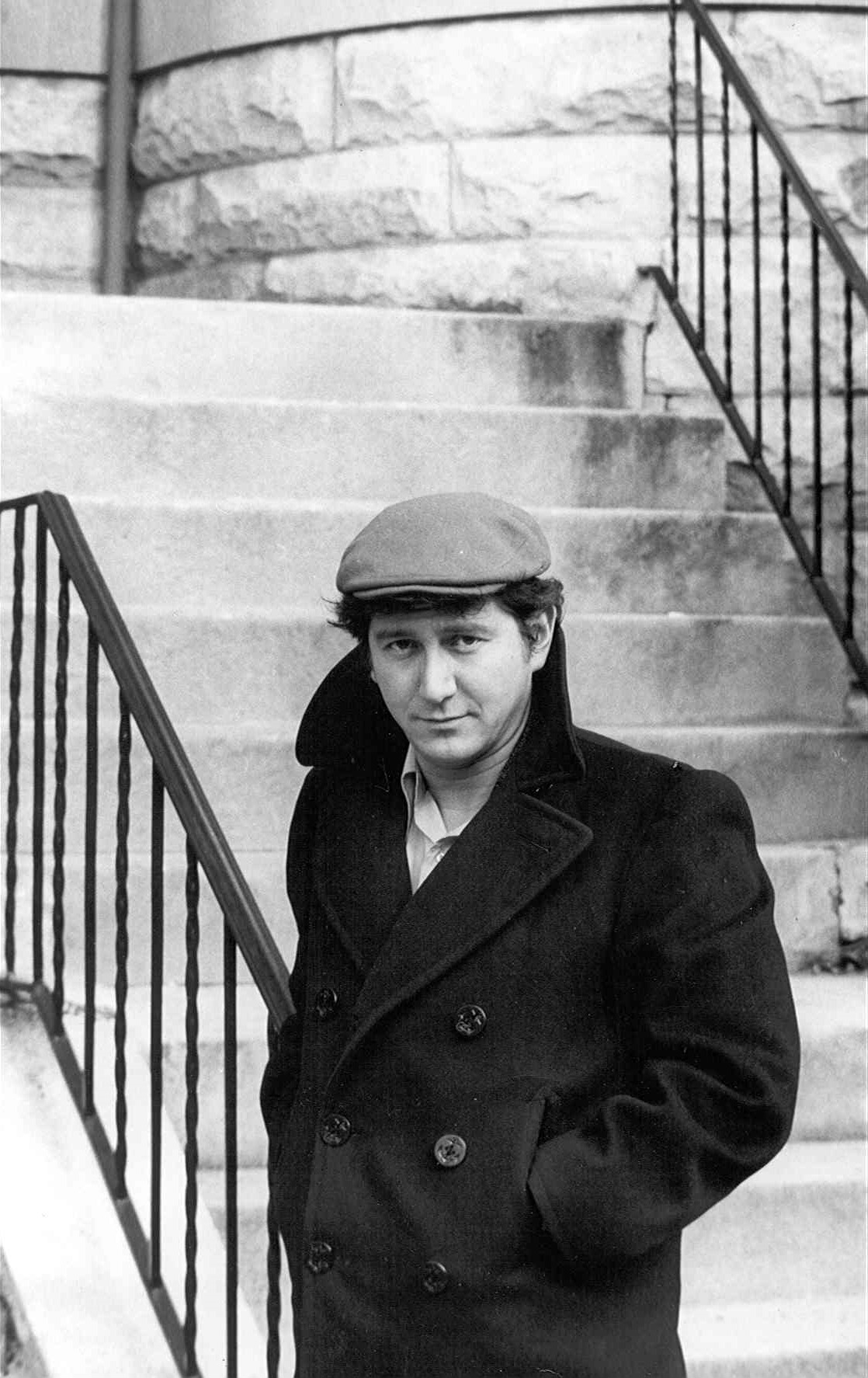
Phil Ochs
9 april

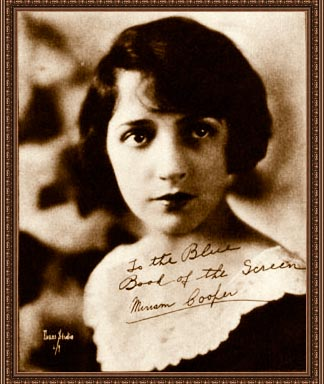
Miriam Cooper
12 april

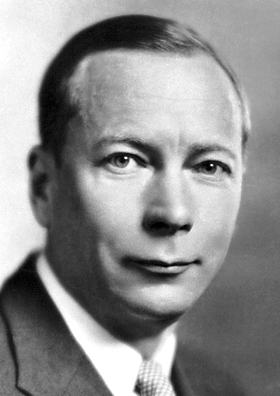
Henrik Dam
17 april

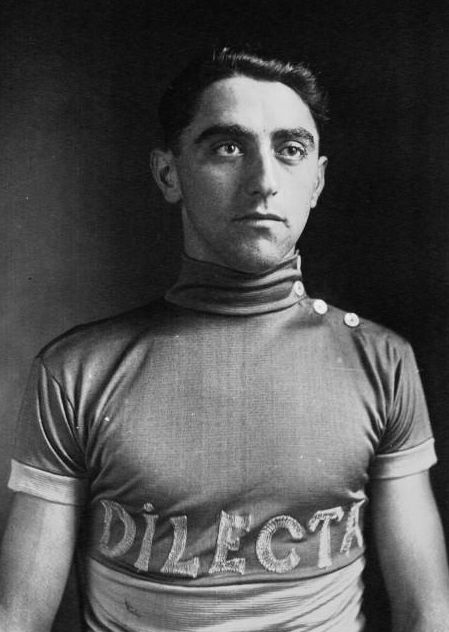
Ferdinand Le Drogo
23 april

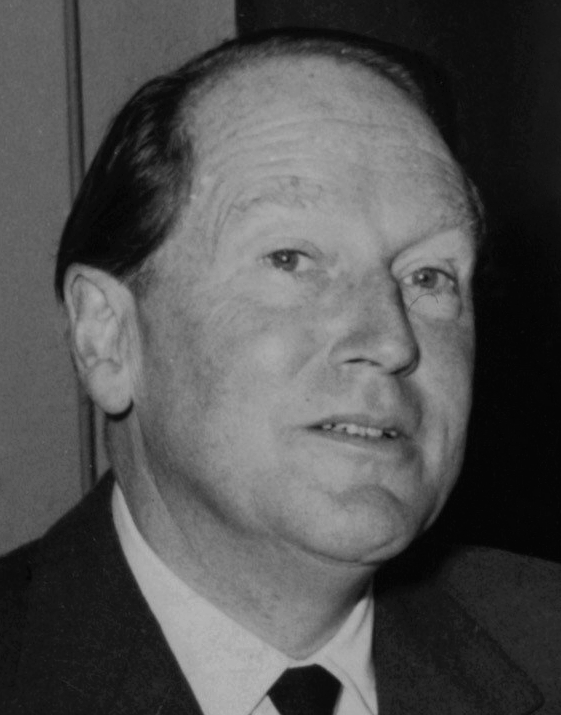
Johan Willem Beyen
29 april

| 1 | 2 | 3 | 4 | 5 | 6 | 7 | 8 | 9 | 10 | 11 | 12 | 13 | 14 | 15 | 16 | 17 | 18 | 19 | 20 | 21 | 22 | 23 | 24 | 25 | 26 | 27 | 28 | 29 | 30 |
| - | - | - | - | - | - | - | - | - | -- | -- | -- | -- | -- | -- | -- | -- | -- | -- | -- | -- | -- | -- | -- | -- | -- | -- | -- | -- | -- |

### 1 april
- Max Ernst (84), Duits kunstenaar
- Roger Rivière (40), Frans wielrenner

### 2 april
- Carlo Grano (88), Italiaans kardinaal

### 3 april
- Ernst Bärtschi (93), Zwitsers politicus
- Christiaan Wisse (60), Nederlands verzetsstrijder

### 4 april
- Albert Johan Kramer (78), langste Nederlander
- Harry Nyquist (87), Zweeds elektrotechnicus

### 5 april
- Howard Hughes (70), Amerikaans ondernemer en filmproducent
- Wilder Penfield (85), Canadees neurochirurg

### 7 april
- Jimmy Garrison (43), Amerikaans jazzcontrabassist

### 9 april
- Alfred Hofstetter (77), Zwitsers politicus
- Phil Ochs (35), Amerikaans zanger
- Akio Yashiro (46), Japans componist

### 11 april
- Gerhard Thurow (41), Duits motorcoureur

### 12 april
- Miriam Cooper (84), Amerikaans actrice

### 13 april
- Gustave Danneels (62), Belgisch wielrenner
- Traugott Herr (85), Duits militair leider

### 14 april
- Jan Brouwer (59), Nederlands architect

### 15 april
- Jaap Schrieke (91), Nederlands ambtenaar en collaborateur
- Gerald Smith (78), Amerikaans politicus

### 16 april
- Ján Arpáš (58), Slowaaks voetballer

### 17 april
- Henrik Dam (81), Deens biochemicus en Nobelprijswinnaar
- Jean-Jacques Gailliard (85), Belgisch kunstschilder en graficus
- Georgios Themelis (75), Grieks dichter

### 18 april
- Herman Hardenberg (74), Nederlands archivaris

### 19 april
- Henk van Buuren (82), Nederlands acteur

### 23 april
- Ferdinand Le Drogo (72), Frans wielrenner
- Karl Schäfer (66), Oostenrijks kunstschaatser en zwemmer
- Marie Anne Tellegen (82), Nederlands verzetsstrijdster en feministe
- Renata Viganò (75), Italiaans schrijfster

### 25 april
- Carol Reed (69), Brits filmregisseur

### 26 april
- Andrej Gretsjko (72), Sovjet-Russisch militair leider en politicus

### 28 april
- Girolamo Bellavista (67), Italiaans politicus
- Richard Hughes (76), Brits schrijver en dichter
- Walther von Seydlitz (87), Duits militair leider

### 29 april
- Johan Willem Beyen (78), Nederlands politicus
- Agnes Nolte (79), Nederlands docente en politica

## Mei

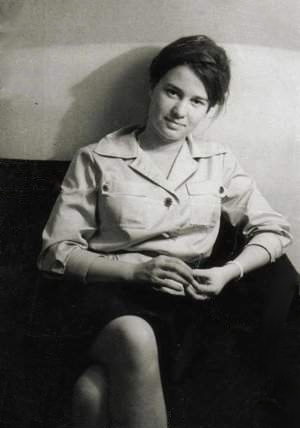
Ulrike Meinhof
9 mei

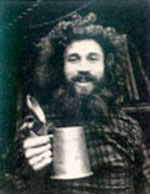
Jevgeni Roechin
24 mei

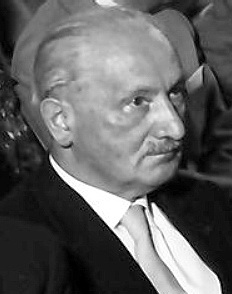
Martin Heidegger
26 mei

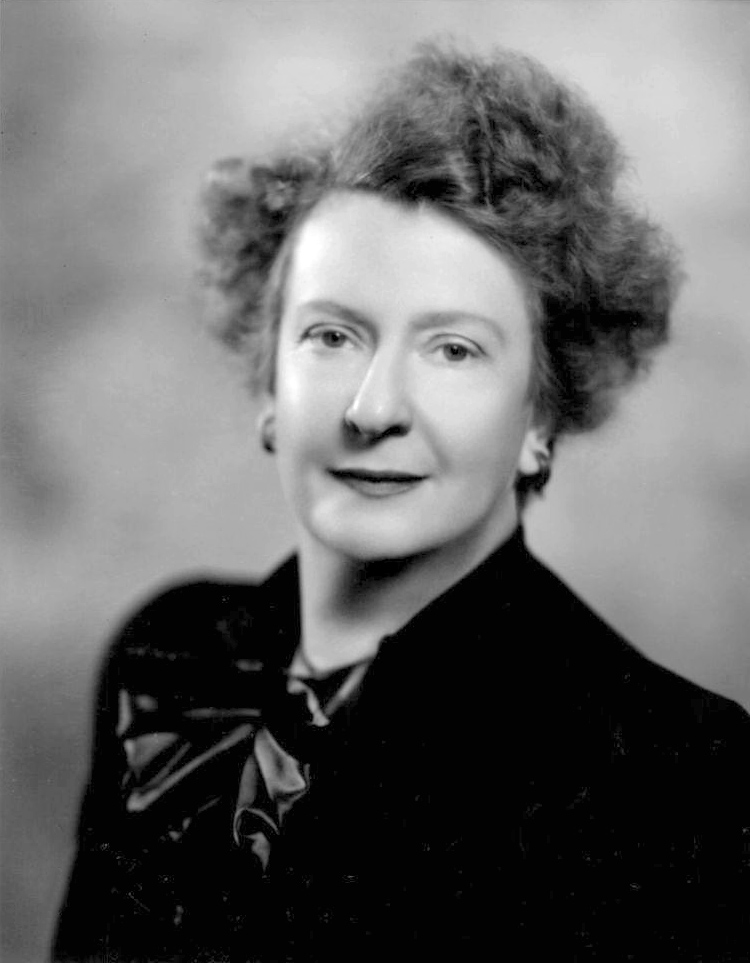
Ruth McDevitt
27 mei

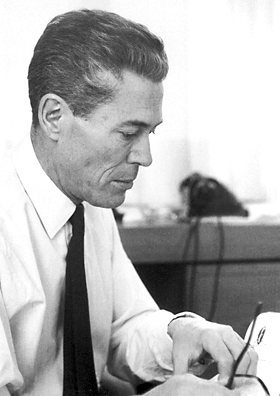
Jacques Monod
31 mei

| 1 | 2 | 3 | 4 | 5 | 6 | 7 | 8 | 9 | 10 | 11 | 12 | 13 | 14 | 15 | 16 | 17 | 18 | 19 | 20 | 21 | 22 | 23 | 24 | 25 | 26 | 27 | 28 | 29 | 30 | 31 |
| - | - | - | - | - | - | - | - | - | -- | -- | -- | -- | -- | -- | -- | -- | -- | -- | -- | -- | -- | -- | -- | -- | -- | -- | -- | -- | -- | -- |

### 1 mei
- Jeanne de Loos-Haaxman (94), Nederlands kunsthistorica
- Alexandros Panagoulis (36), Grieks politicus en dichter
- Eddie Root (96), Amerikaans wielrenner

### 9 mei
- Jens Bjørneboe (55), Noors schrijver
- Raymond Chevreuille (74), Belgisch componist
- Floyd Council (64), Amerikaans bluesmuzikant
- Ulrike Meinhof (41), Duitse journaliste, lid Rote Armee Fraktion

### 11 mei
- Alvar Aalto (78), Fins ontwerper
- Camille Schmit (68), Belgisch componist

### 12 mei
- Rudolf Kempe (65), Duits dirigent

### 13 mei
- Willem van Lier (76), Nederlands militair

### 14 mei
- Keith Relf (33), Brits zanger

### 15 mei
- Mathieu Croonenberghs (71), Belgisch politicus

### 16 mei
- Jacob Brandsma (77), Nederlands roeier
- Otello Buscherini (27), Italiaans motorcoureur

### 18 mei
- Jozef Camerlynck (72), Belgisch bankier

### 20 mei
- Henry Pearce (70), Australisch roeier
- Camilo Osias (87), Filipijns politicus en schrijver

### 21 mei
- Alice Orlowski (73), Duits SS'er en kampbewaakster

### 24 mei
- Henk Lankhorst (62), Nederlands politicus
- Melle Oldeboerrigter (67), Nederlands kunstschilder
- Jevgeni Roechin (32), Sovjet-Russisch kunstschilder

### 26 mei
- Martin Heidegger (86), Duits filosoof

### 27 mei
- Ruth McDevitt (80), Amerikaans actrice

### 29 mei
- John Badcock (73), Brits roeier
- Maurits van Vollenhoven (93), Nederlands diplomaat

### 30 mei
- Louis-Jean Empain (68), Belgisch bankier

### 31 mei
- Pieter Dourlein (58), Nederlands militair en geheim agent
- Elmer George (47), Amerikaans autocoureur
- Arthur Lacroix (69), Belgisch politicus
- Jacques Monod (66), Frans biochemicus
- Isidoor Smets (74), Belgisch politicus

## Juni

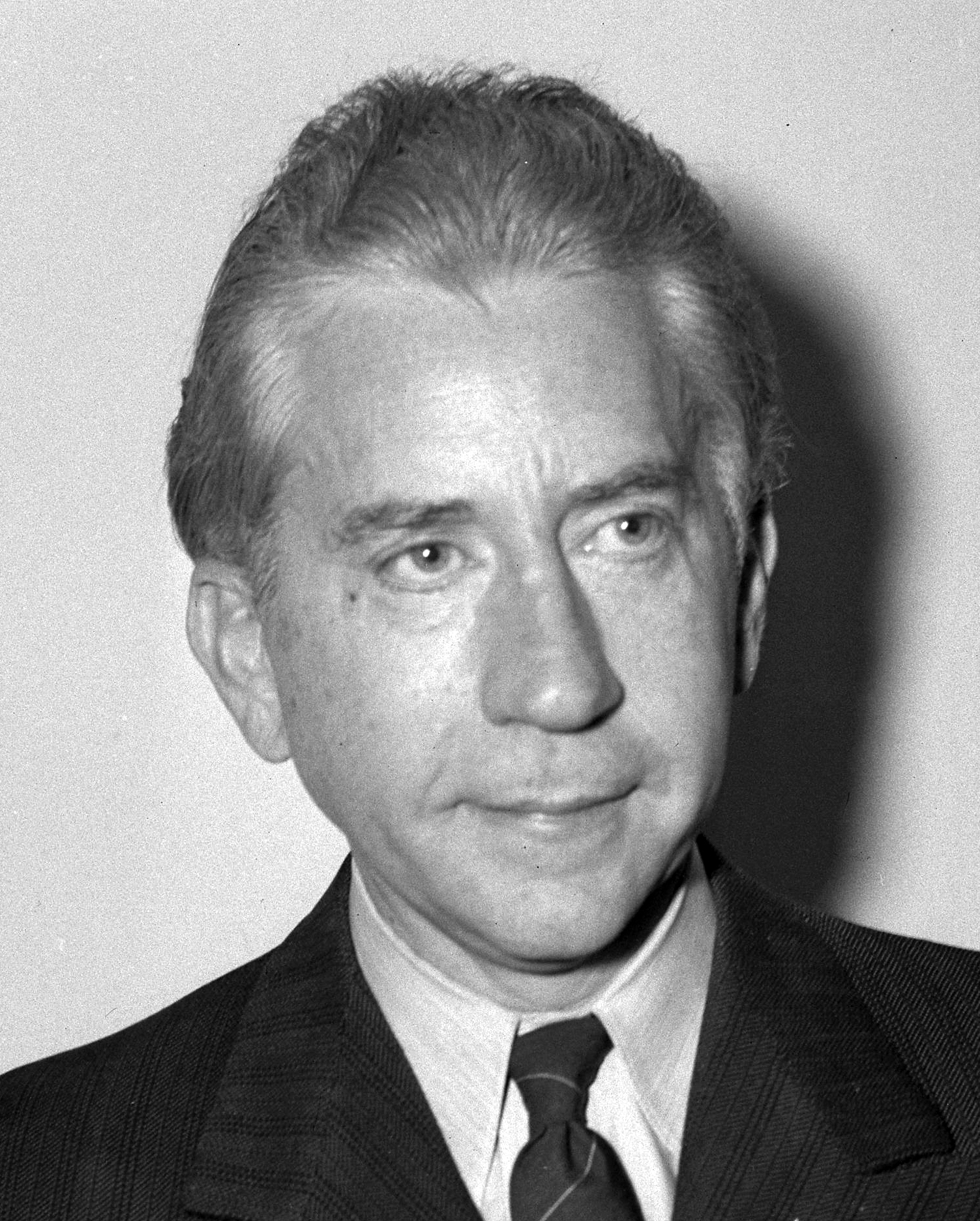
Jean Paul Getty
6 juni

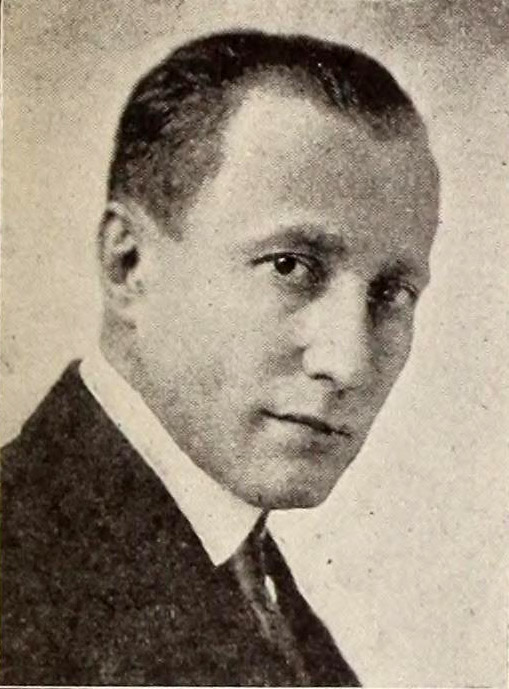
Adolph Zukor
10 juni

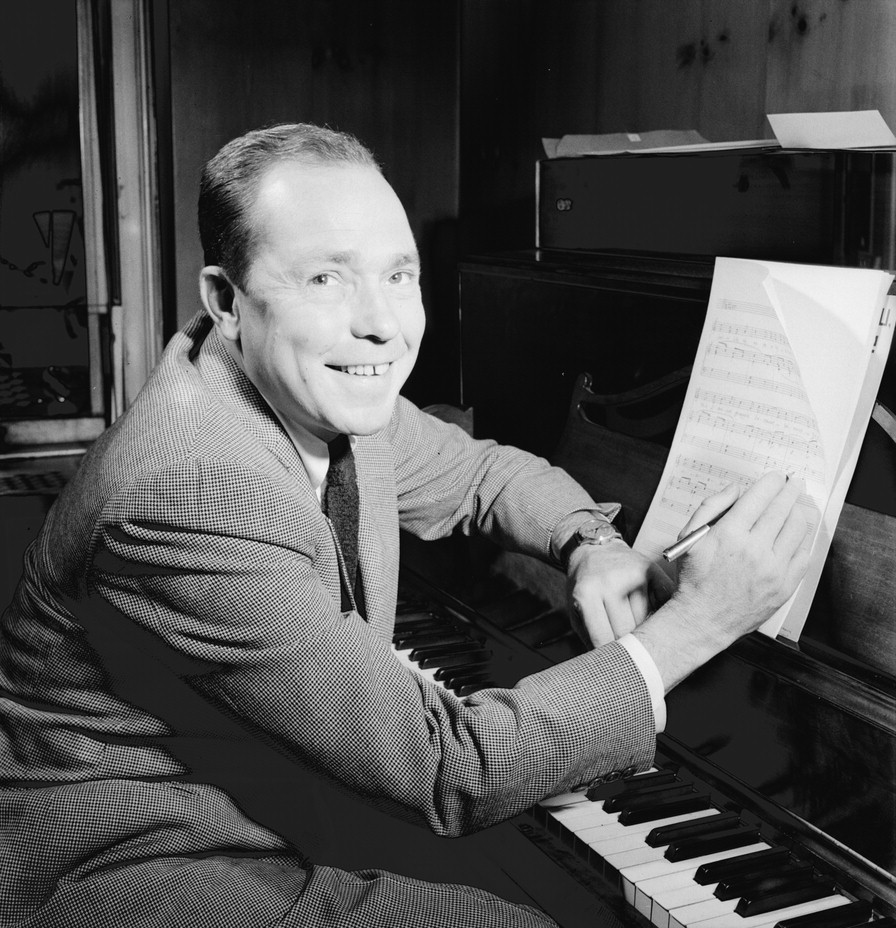
Johnny Mercer
25 juni

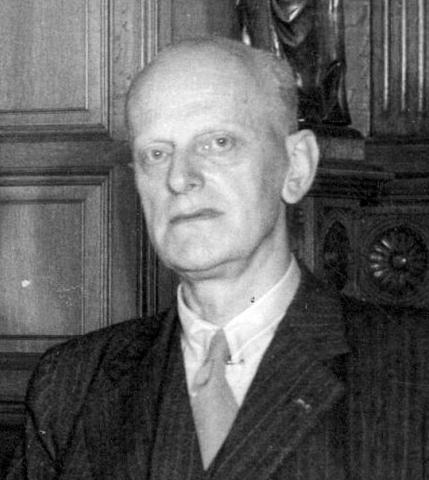
Jan Anne Jonkman
27 juni

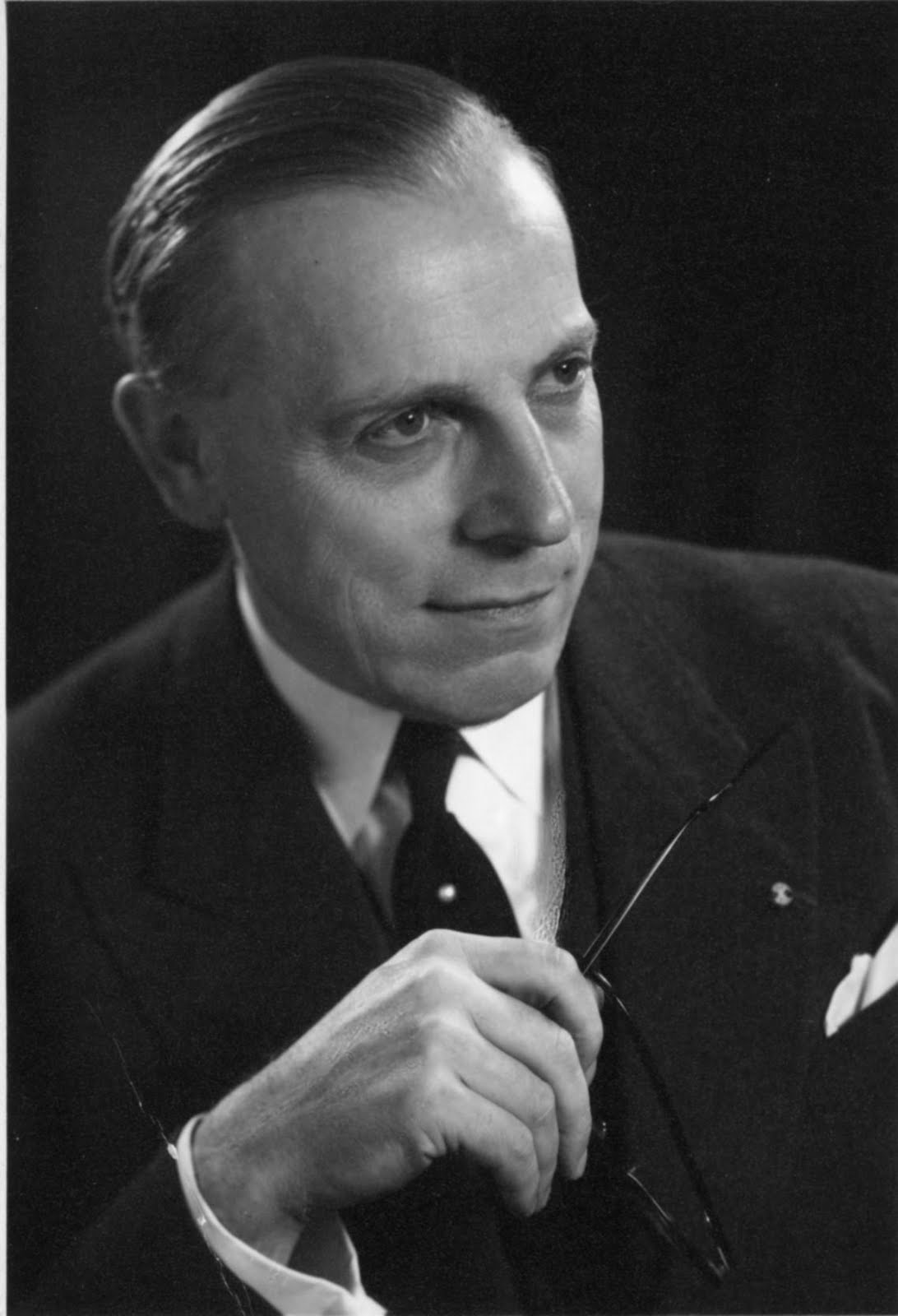
Léon Lhoëst
28 juni

| 1 | 2 | 3 | 4 | 5 | 6 | 7 | 8 | 9 | 10 | 11 | 12 | 13 | 14 | 15 | 16 | 17 | 18 | 19 | 20 | 21 | 22 | 23 | 24 | 25 | 26 | 27 | 28 | 29 | 30 |
| - | - | - | - | - | - | - | - | - | -- | -- | -- | -- | -- | -- | -- | -- | -- | -- | -- | -- | -- | -- | -- | -- | -- | -- | -- | -- | -- |

### 1 juni
- Jules Schagen van Leeuwen (79), Nederlands politicus
- Jan Scholte (66), Nederlands waterpolospeler

### 3 juni
- Viggo Kampmann (75), Deens politicus

### 5 juni
- Henk Backer (77), Nederlands striptekenaar
- Willy Rösingh (75), Nederlands roeier

### 6 juni
- Jean Paul Getty (83), Amerikaans industrieel

### 9 juni
- F.C. Dominicus (91), Nederlands taalkundige
- Paul Rodenko (55), Nederlands dichter

### 10 juni
- Adolph Zukor (103), Amerikaans filmproducent

### 11 juni
- Toots Mondt (82), Amerikaans professioneel worstelaar

### 14 juni
- Géza Anda (54), Hongaars pianist
- Knoet van Denemarken (75), prins van Denemarken

### 19 juni
- Egbert Reitsma (84), Nederlands architect
- Marcel-Henri Verdren (42), Belgisch kunstschilder
- Wytze Weistra (54), Nederlands componist

### 21 juni
- Tonny van Haeren (76), Nederlands voetballer

### 23 juni
- William DeHart Hubbard (72), Amerikaans atleet

### 24 juni
- Imogen Cunningham (93), Amerikaans fotografe

### 25 juni
- Johnny Mercer (66), Amerikaans zanger en liedjesschrijver

### 26 juni
- Charles Weddepohl (73), Nederlands kunstenaar

### 27 juni
- Jan Anne Jonkman (84), Nederlands politicus

### 28 juni
- Léon Lhoëst (77), Nederlands industrieel

### 29 juni
- Christos Papakyriakopoulos (62), Grieks wiskundige

### 30 juni
- Waring Cuney (70), Amerikaans dichter
- Gerard Desmet (65), Belgisch wielrenner

## Juli

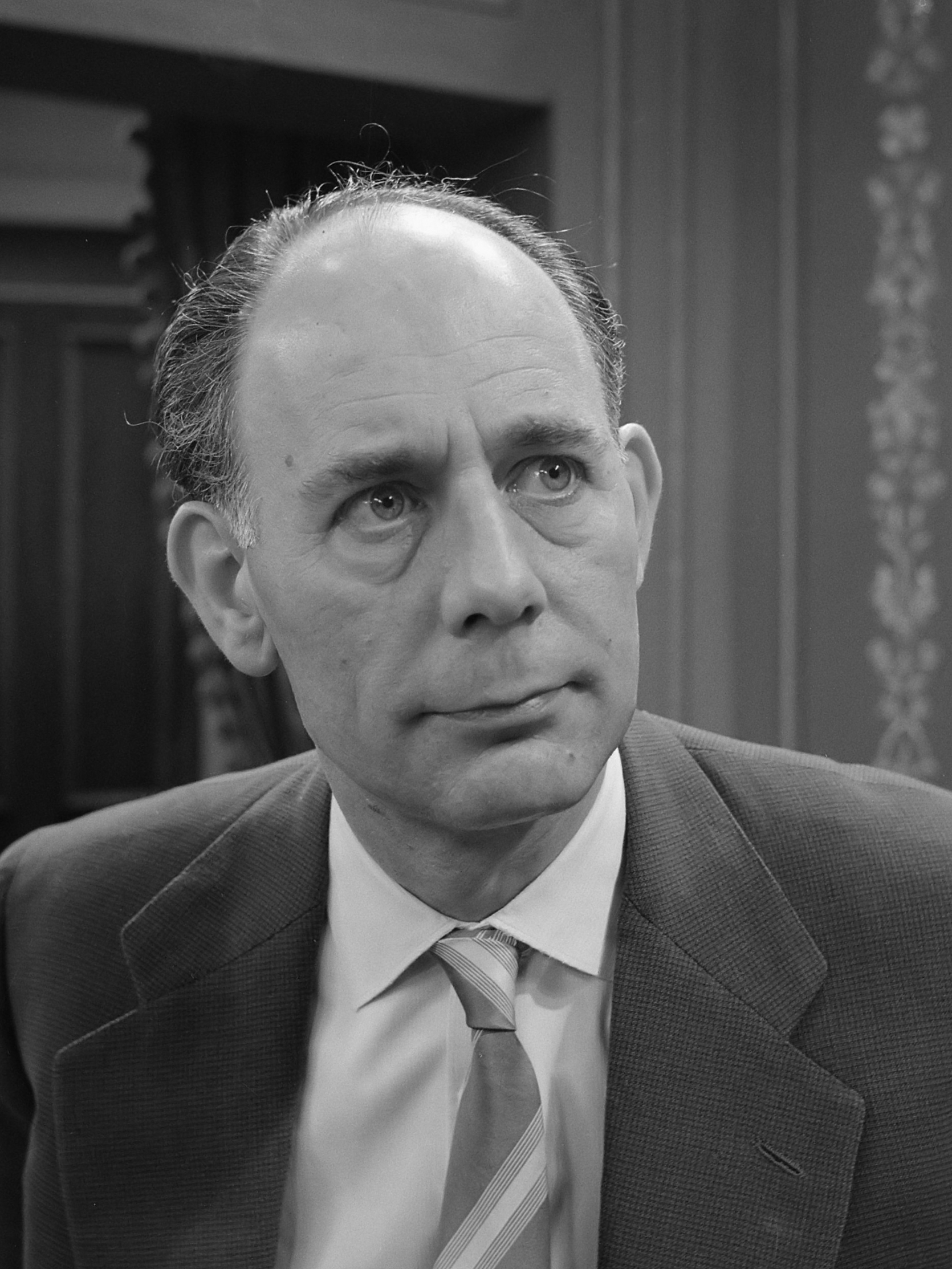
Han Bentz van den Berg
3 juli

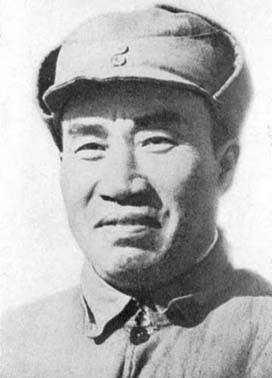
Zhu De
6 juli

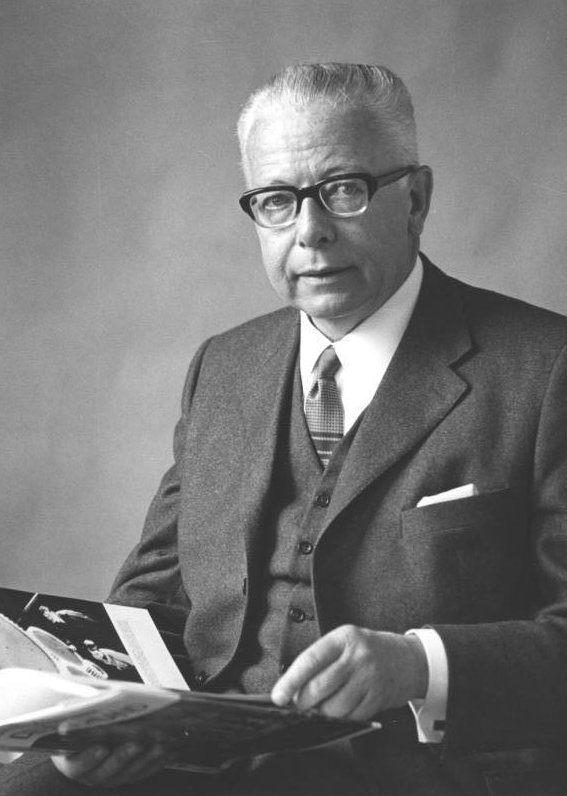
Gustav Heinemann
7 juli

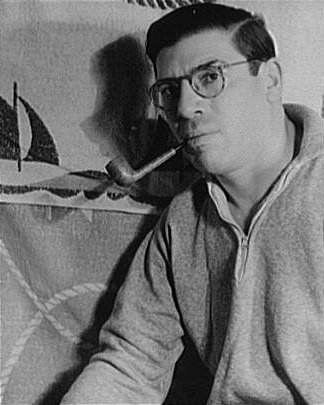
Paul Gallico
15 juli

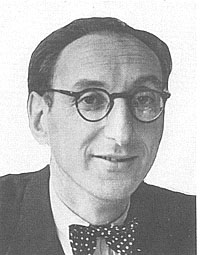
Sal Tas
19 juli

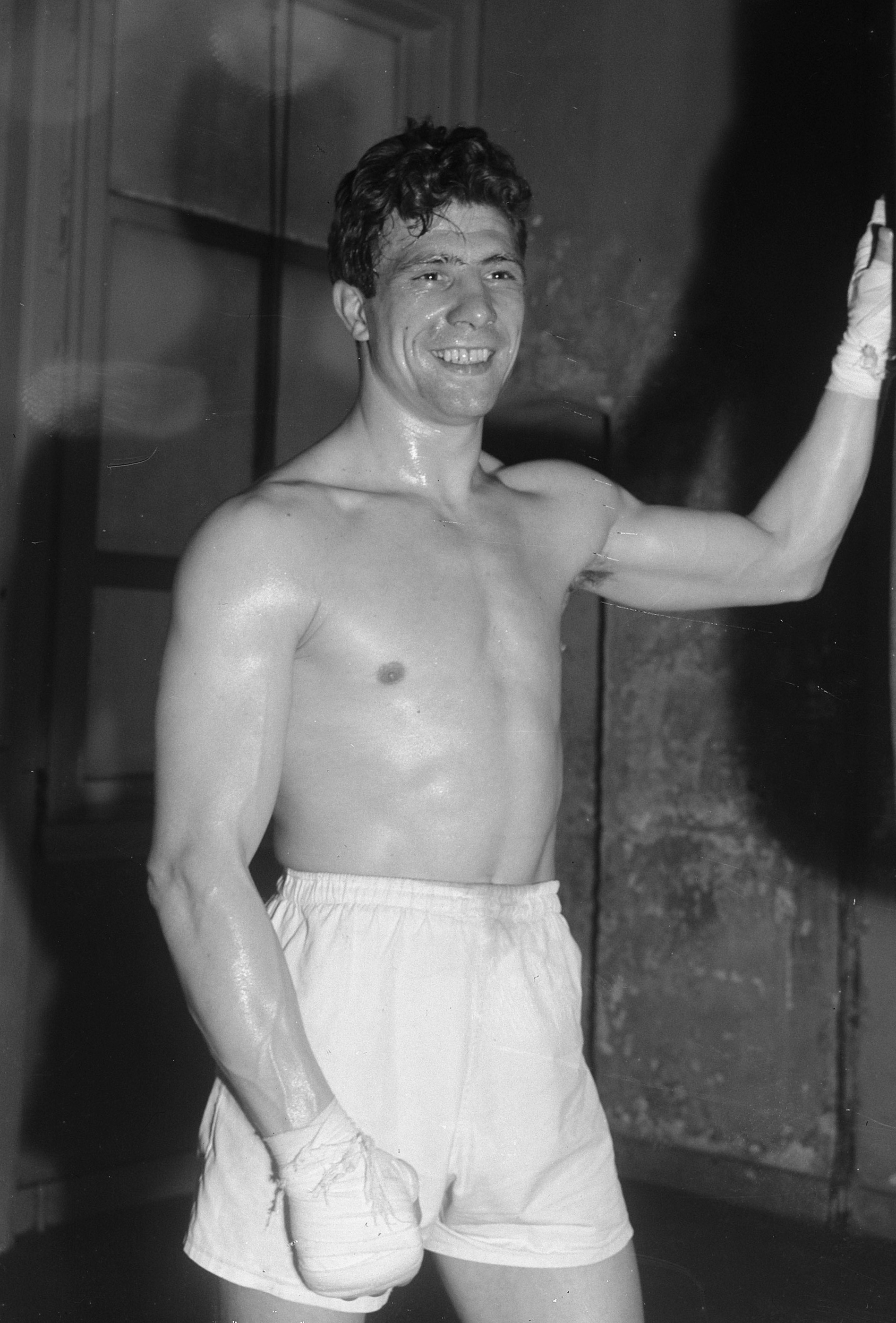
Luc van Dam
21 juli

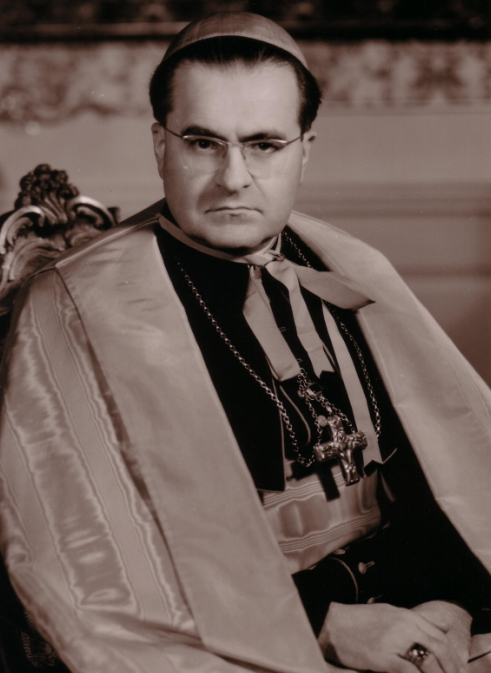
Julius Döpfner
24 juli

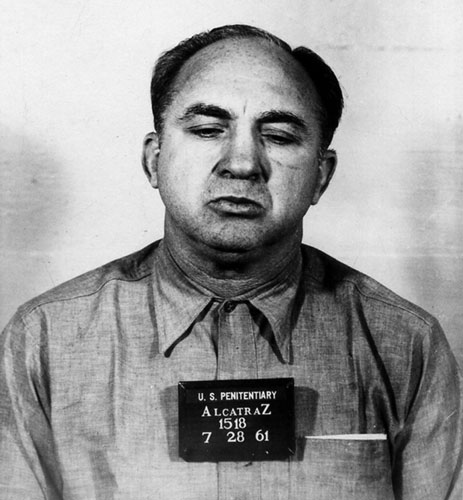
Mickey Cohen
29 juli

| 1 | 2 | 3 | 4 | 5 | 6 | 7 | 8 | 9 | 10 | 11 | 12 | 13 | 14 | 15 | 16 | 17 | 18 | 19 | 20 | 21 | 22 | 23 | 24 | 25 | 26 | 27 | 28 | 29 | 30 | 31 |
| - | - | - | - | - | - | - | - | - | -- | -- | -- | -- | -- | -- | -- | -- | -- | -- | -- | -- | -- | -- | -- | -- | -- | -- | -- | -- | -- | -- |

### 2 juli
- Frances Howard (73), Amerikaans actrice
- Hristos Tsaganeas (70), Grieks acteur

### 3 juli
- Han Bentz van den Berg (58), Nederlands acteur en regisseur

### 4 juli
- Jonathan Netanyahu (30), Israëlisch militair

### 5 juli
- Antoine (91), Pools-Frans kapper
- Frank Bellamy (59), Brits striptekenaar
- Anna Hübler (91), Duits kunstschaatsster

### 6 juli
- Zhu De (89), Chinees politicus

### 7 juli
- Norman Foster (72), Amerikaans regisseur
- Gustav Heinemann (76), president van de Bondsrepubliek Duitsland

### 9 juli
- Auguste Floor (85), Belgisch burgemeester

### 10 juli
- Bill Gormlie (65), Engels voetballer en voetbalcoach

### 11 juli
- Jan Kneppelhout (86), Nederlands burgemeester
- Charles Ritz (85), Frans hotelier
- René Smeets (71), Nederlands kunstenaar en ontwerper

### 12 juli
- Guillermo Tolentino (85), Filipijns beeldbouwer

### 13 juli
- Torii Kotondo (75), Japans kunstschilder en prentenmaker
- DeLoyce Moffitt (69), Amerikaans componist

### 14 juli
- Jos Mullie (90), Belgisch sinoloog
- Joachim Peiper (61), Duits militair

### 15 juli
- Paul Gallico (78), Amerikaans journalist en schrijver

### 16 juli
- Gehnäll Persson (65), Zweeds ruiter
- Stanley Thompson (64), Amerikaans scheikundige

### 17 juli
- Mohammed ben Aarafa (87), sultan van Marokko
- Leendert Overduin (75), Nederlands predikant en verzetsstrijder

### 19 juli
- Adrianus Dirk Kuiper (62), Nederlands ambtenaar
- Oskar Leimgruber (90), Zwitsers politicus
- Sal Tas (70), Nederlands journalist en politicus

### 20 juli
- István Balogh (82), Hongaars politicus

### 21 juli
- Luc van Dam (55), Nederlands bokser

### 22 juli
- Hilbrand Boschma (83), Nederlands zoöloog en museumdirecteur
- Mortimer Wheeler (85), Brits archeoloog

### 23 juli
- Vasil' Hopko (72), Tsjecho-Slowaaks bisschop
- Paul Morand (88), Frans schrijver, dichter en diplomaat

### 24 juli
- Afro Basaldella (64), Italiaans kunstschilder
- Julius Döpfner (62), Duits kardinaal

### 25 juli
- Lode Craeybeckx (78), Belgisch politicus

### 26 juli
- George Souders (75), Amerikaans autocoureur

### 28 juli
- Vic Feather (68), Brits vakbondsbestuurder
- Jacob Soetendorp (62), Nederlands rabbijn

### 29 juli
- Mickey Cohen (62), Amerikaans bokser en gangster

### 30 juli
- Rudolf Bultmann (91), Duits theoloog

### 31 juli
- Cees Joosen (56), Nederlands wielrenner
- Carl Erich Eberhard Kuntze (79), Nederlands burgemeester

## Augustus

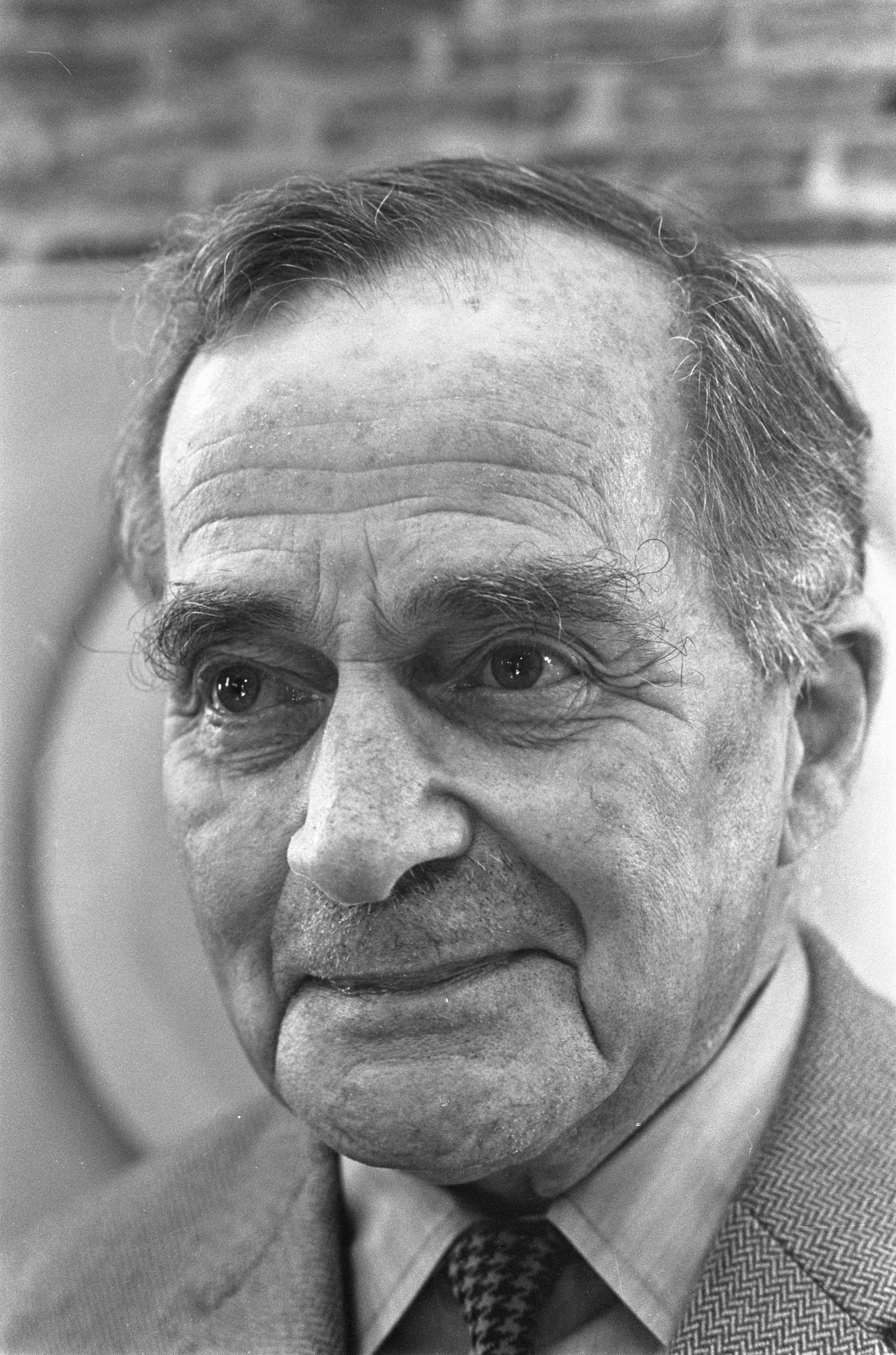
Adriaan Roland Holst
5 augustus

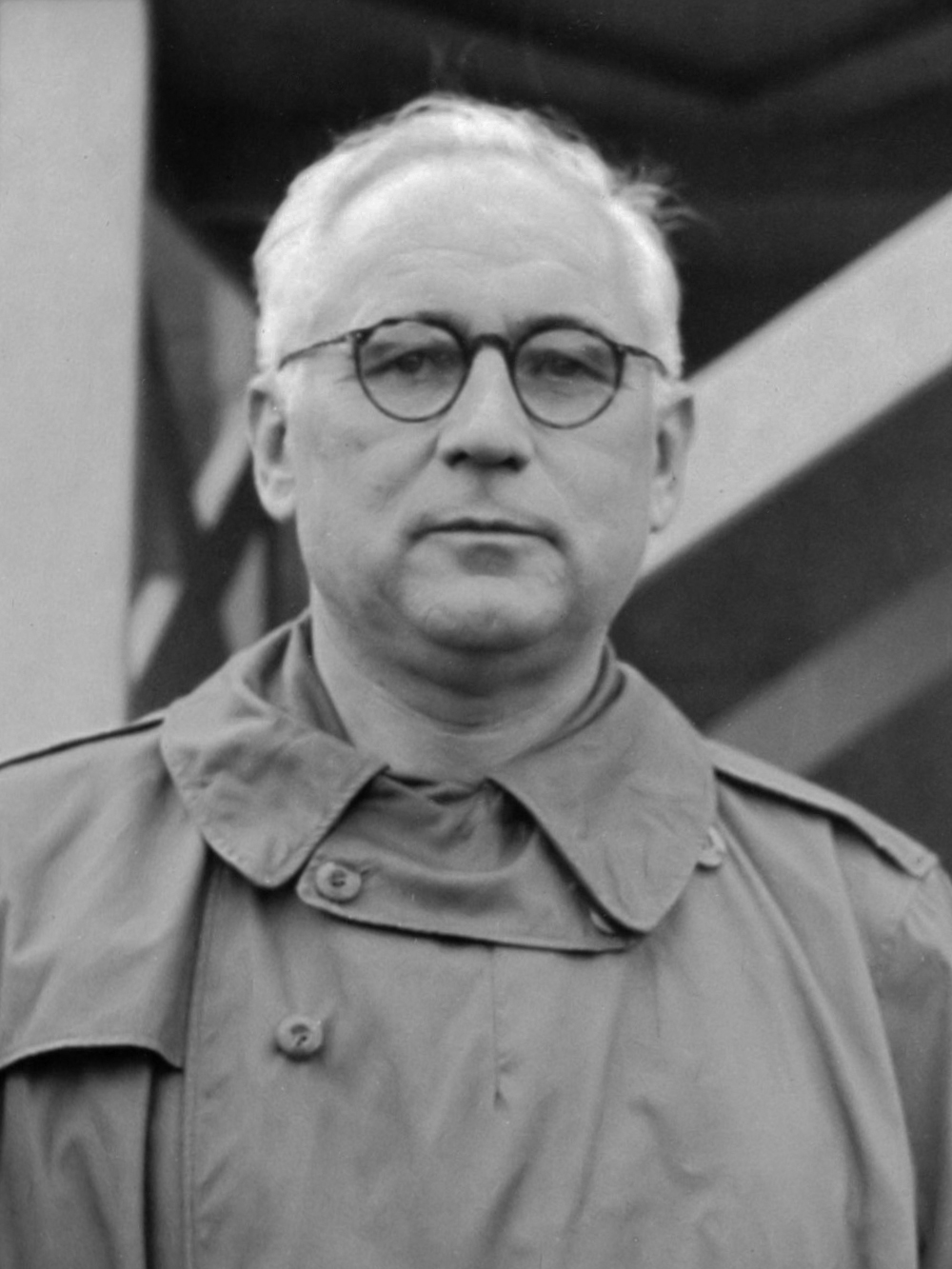
Feike de Boer
15 augustus

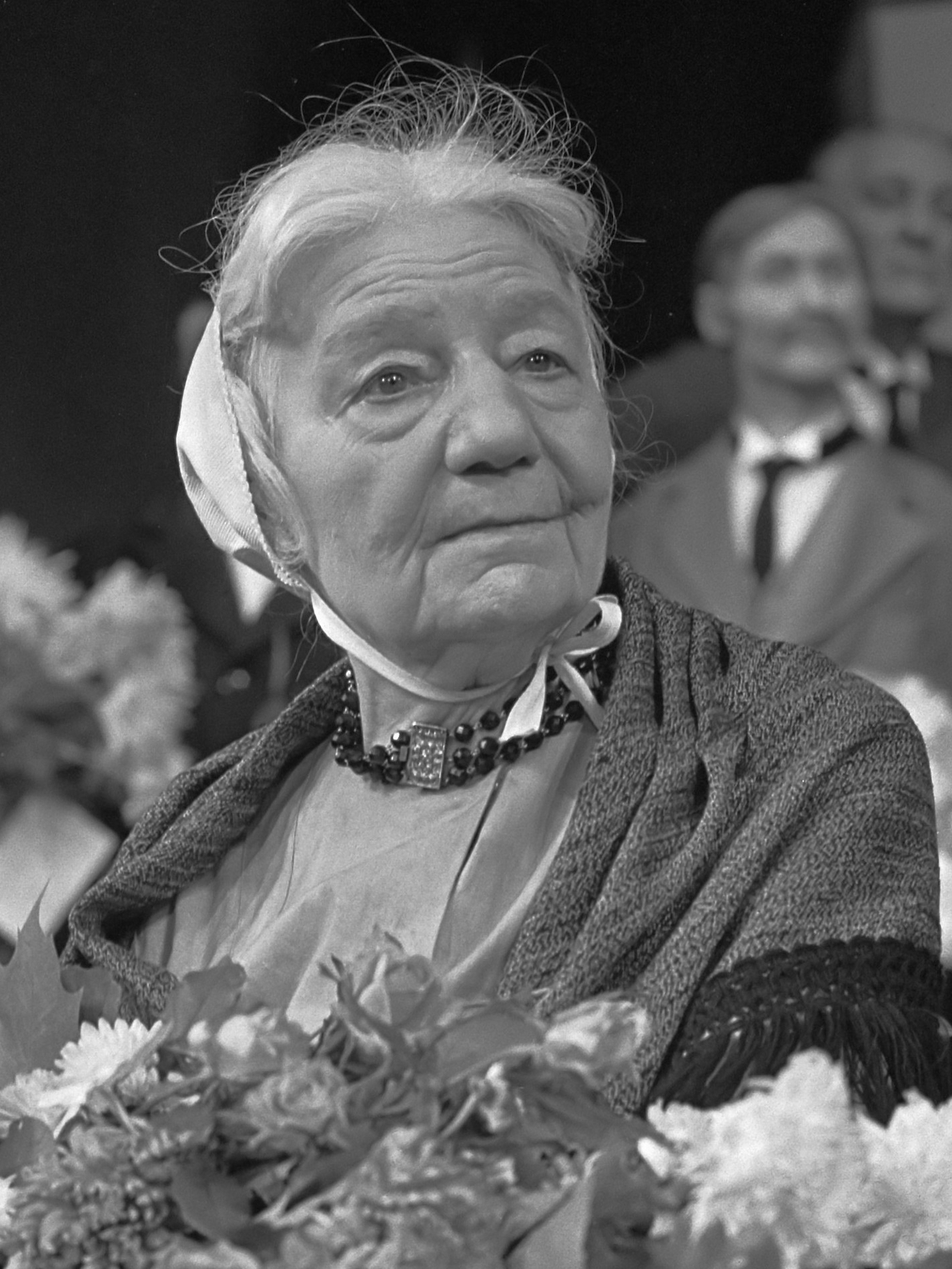
Beppie Nooij sr.
16 augustus

Juscelino Kubitschek
22 augustus

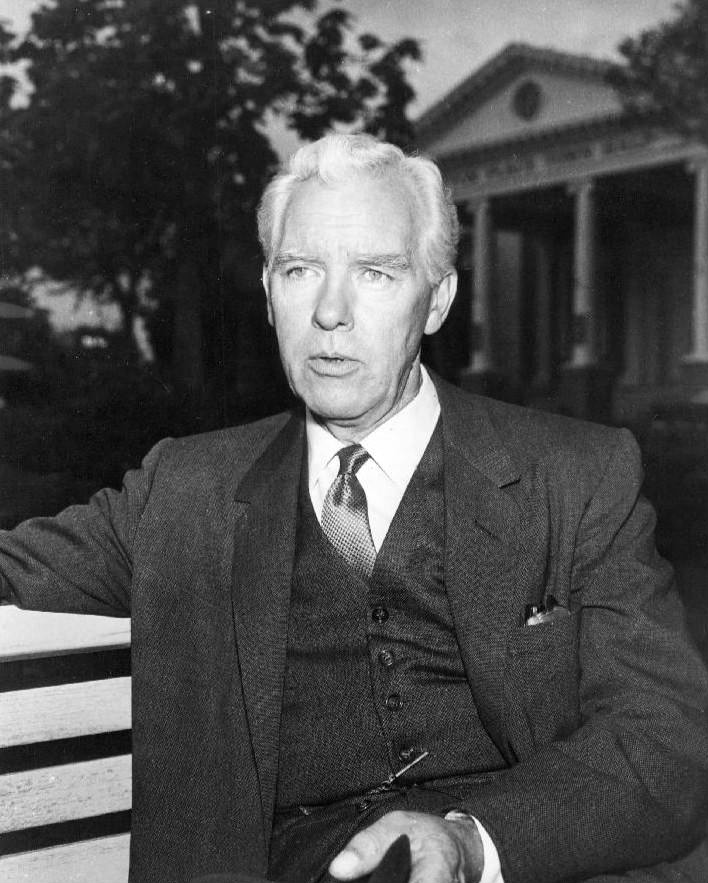
Warner Anderson
26 augustus

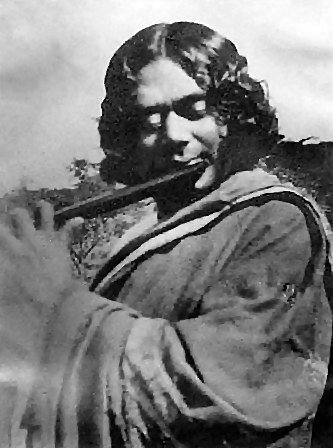
Kazi Nazrul Islam
29 augustus

| 1 | 2 | 3 | 4 | 5 | 6 | 7 | 8 | 9 | 10 | 11 | 12 | 13 | 14 | 15 | 16 | 17 | 18 | 19 | 20 | 21 | 22 | 23 | 24 | 25 | 26 | 27 | 28 | 29 | 30 | 31 |
| - | - | - | - | - | - | - | - | - | -- | -- | -- | -- | -- | -- | -- | -- | -- | -- | -- | -- | -- | -- | -- | -- | -- | -- | -- | -- | -- | -- |

### 2 augustus
- Fritz Lang (85), Oostenrijks filmregisseur
- Charles Moureaux (74), Belgisch politicus
- Johannes Siegfried Schubert (79), Duits tibetoloog

### 3 augustus
- Olimpio Bizzi (60), Italiaans wielrenner

### 5 augustus
- Adriaan Roland Holst (88), Nederlands dichter

### 6 augustus
- Maria Kljonova (78), mariene geoloog uit de voormalige Sovjet-Unie

### 10 augustus
- Jimmy Casella (52), Amerikaans pokerspeler
- Fernand Dehousse (70), Belgisch politicus
- Jerry Gray (61),  Amerikaanse violist, componist en bigbandleider
- Lambert Schaus (68), Luxemburgs politicus
- Karl Schmidt-Rottluff (91), Duits kunstschilder
- Kees Wolfers (49), Nederlands voetballer

### 12 augustus
- Tom Driberg (71), Brits politicus en journalist

### 15 augustus
- Feike de Boer (84), Nederlands burgemeester

### 16 augustus
- Beppie Nooij sr. (83), Nederlands actrice

### 18 augustus
- Shintaro Uda (80), Japans elektrotechnicus

### 20 augustus
- Maurice Reichard (72), Amerikaans componist

### 21 augustus
- Jose Cojuangco sr. (80), Filipijns politicus

### 22 augustus
- Gina Bachauer (63), Grieks pianist
- Oskar Brüsewitz (47), Duits geestelijke en activist
- Juscelino Kubitschek (73), president van Brazilië
- Imre Nagy (83), Roemeens-Hongaarse kunstschilder

### 24 augustus
- Louis Delvaux (80), Belgisch politicus

### 25 augustus
- Eyvind Johnson (76), Zweeds schrijver
- Doc Shanebrook (69), Amerikaans autocoureur

### 26 augustus
- Warner Anderson (65), Amerikaans acteur
- Jan Cockx (85), Belgisch kunstschilder
- Lotte Lehmann (88) Duits-Amerikaanse sopraan

### 27 augustus
- Mukesh (53), Indiaas zanger

### 28 augustus
- Josep Moreno Gans (79), Spaans componist
- Anissa Jones (18), Amerikaans actrice

### 29 augustus
- Kazi Nazrul Islam (77), Bengaals dichter, muzikant en filosoof
- Jimmy Reed (50), Amerikaans blueszanger en -gitarist

### 30 augustus
- Joseph Hanoulle (82), Belgisch componist
- Paul Lazarsfeld (75), Amerikaans socioloog

### 31 augustus
- Kornelis Heiko Miskotte (81), Nederlands predikant en theoloog

## September

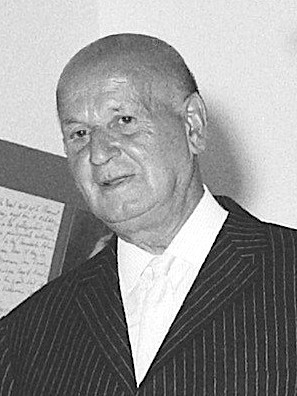
Willem van Cappellen
9 september

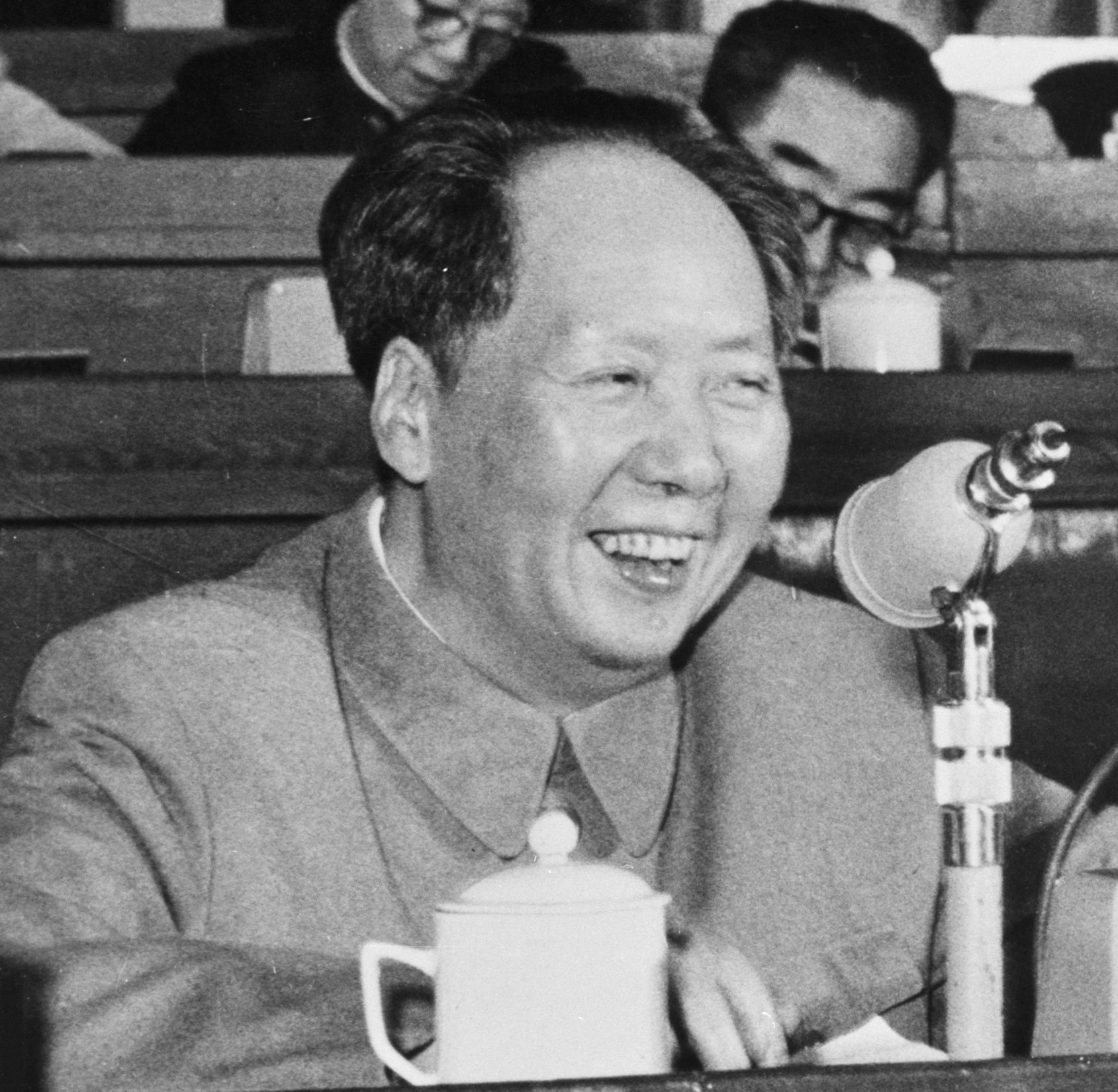
Mao Zedong
9 september

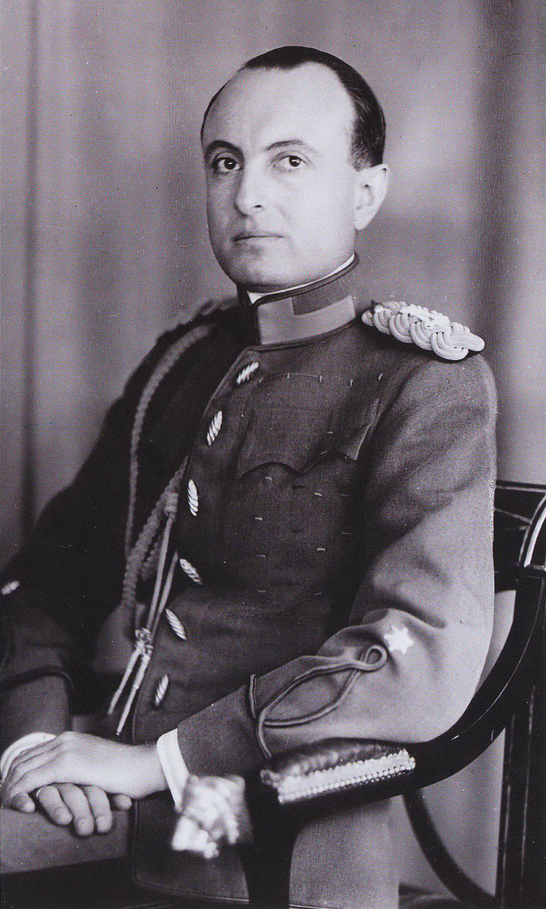
Paul van Joegoslavië
14 september

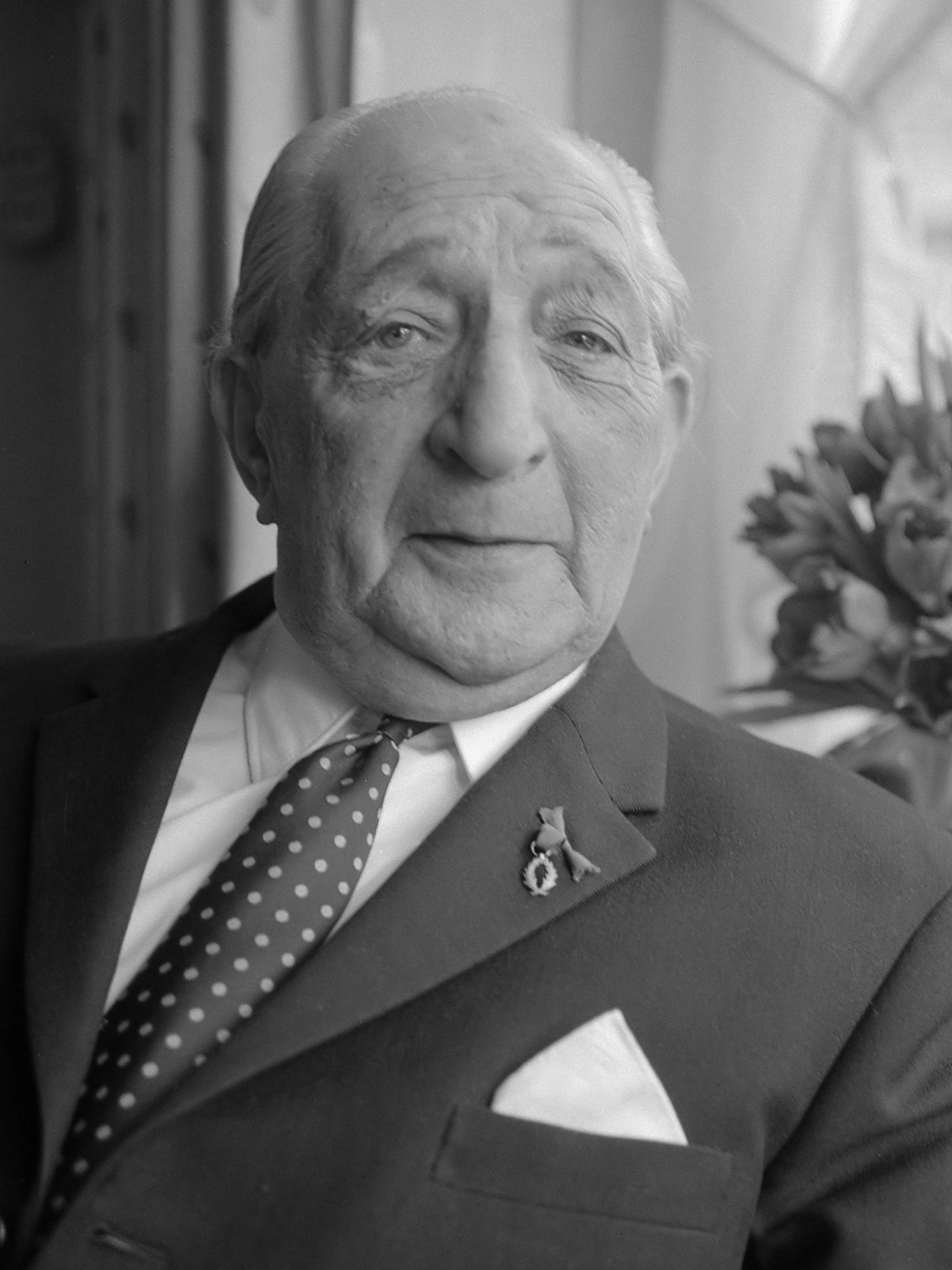
Johan Boskamp
20 september

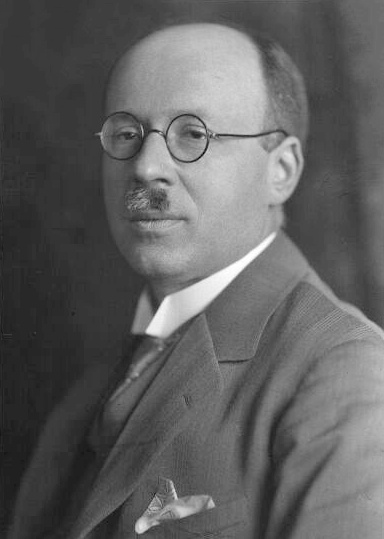
Lavoslav Ružička
26 september

| 1 | 2 | 3 | 4 | 5 | 6 | 7 | 8 | 9 | 10 | 11 | 12 | 13 | 14 | 15 | 16 | 17 | 18 | 19 | 20 | 21 | 22 | 23 | 24 | 25 | 26 | 27 | 28 | 29 | 30 |
| - | - | - | - | - | - | - | - | - | -- | -- | -- | -- | -- | -- | -- | -- | -- | -- | -- | -- | -- | -- | -- | -- | -- | -- | -- | -- | -- |

### 2 september
- Jacques van Poppel (67), Nederlands beeldhouwer

### 3 september
- Esteve Pedrol (70), Spaans voetballer
- Kees Pijl (79), Nederlands voetballer

### 8 september
- Willem Janssen (96), Nederlands voetballer
- Gerrit van Poelje (92), Nederlands bestuurskundige

### 9 september
- Pietro Armati (78), Italiaans kunstschilder
- Willem van Cappellen (87), Nederlands hoorspelacteur en -regisseur
- Mao Zedong (82), politiek leider van China

### 10 september
- Dalton Trumbo (70), Amerikaans schrijver

### 12 september
- Hendrik Smits (68), Nederlands roeier

### 14 september
- Paul van Joegoslavië (83), regent van Joegoslavië
- Alfredo Porzio (76), Argentijns bokser
- Jan Zwartendijk (80), Nederlands bedrijfsleider en diplomaat

### 15 september
- Petrus Antonius Nierman (75), Nederlands bisschop

### 16 september
- Louis Kalff (78), Nederlands grafisch vormgever

### 18 september
- Charles Cramer (96), Nederlands politicus

### 19 september
- Choi Jong Kun (76), Noord-Koreaans politicus

### 20 september
- Johan Boskamp (85), Nederlands acteur

### 21 september
- Emmanuel Berl (84), Frans schrijver en journalist
- Benjamin Graham (82), Amerikaans econoom
- Nils Middelboe (88), Deens voetballer, voetbalcoach en voetbalscheidsrechter

### 23 september
- Keith Edward Bullen (70), Nieuw-Zeelands wiskundige en geofysicus

### 25 september
- Frans Houben (78), Nederlands bestuurder

### 26 september
- Lavoslav Ružička (89), Kroatisch-Zwitsers scheikundige

### 27 september
- Henri Théodore Fischer (75), Nederlands cultureel antropoloog
- Red Perkins (85),  Amerikaans trompettist en bandleider

## Oktober

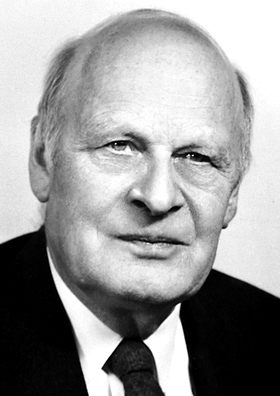
Lars Onsager
5 oktober

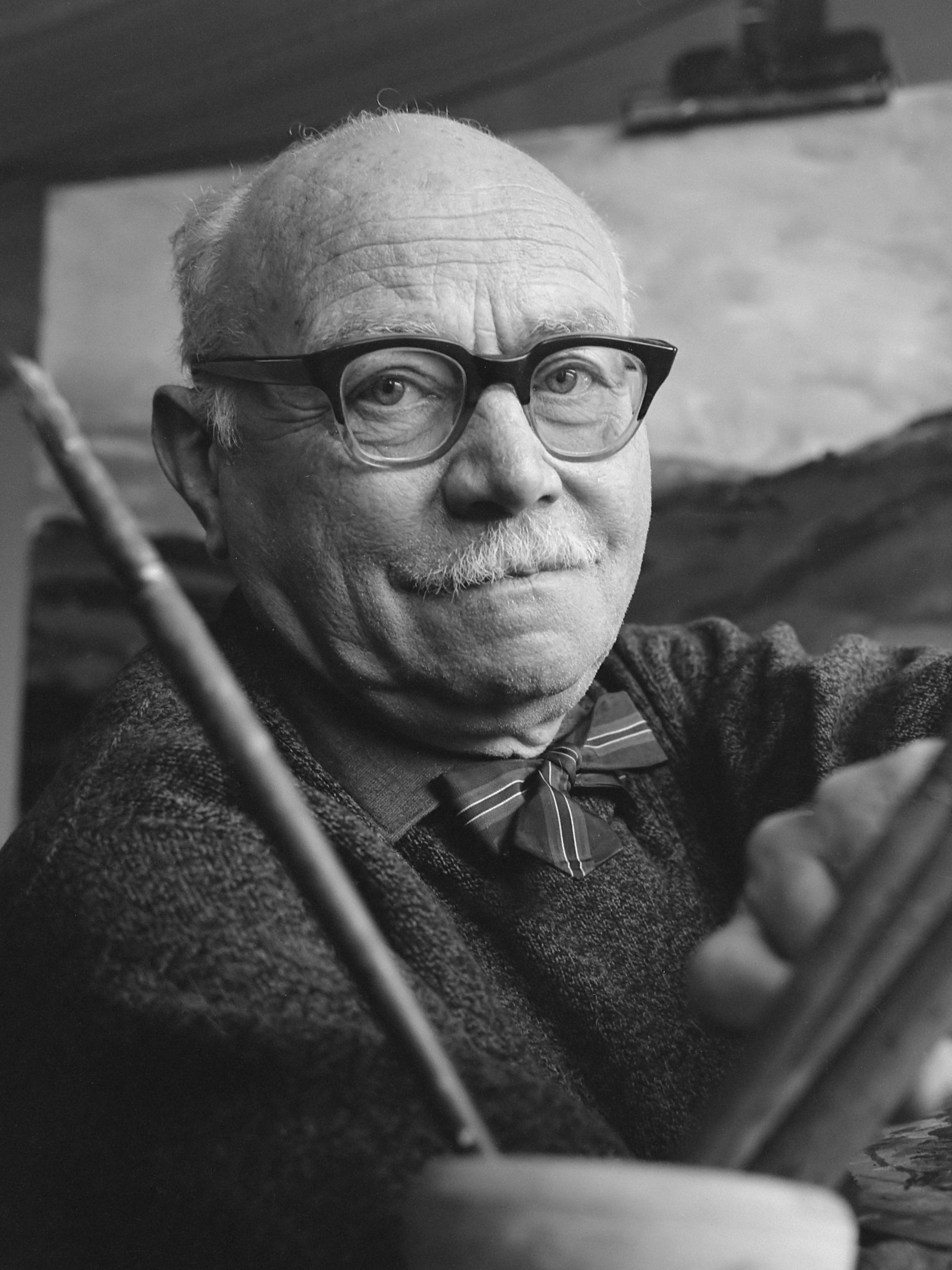
Jos Rovers
7 oktober

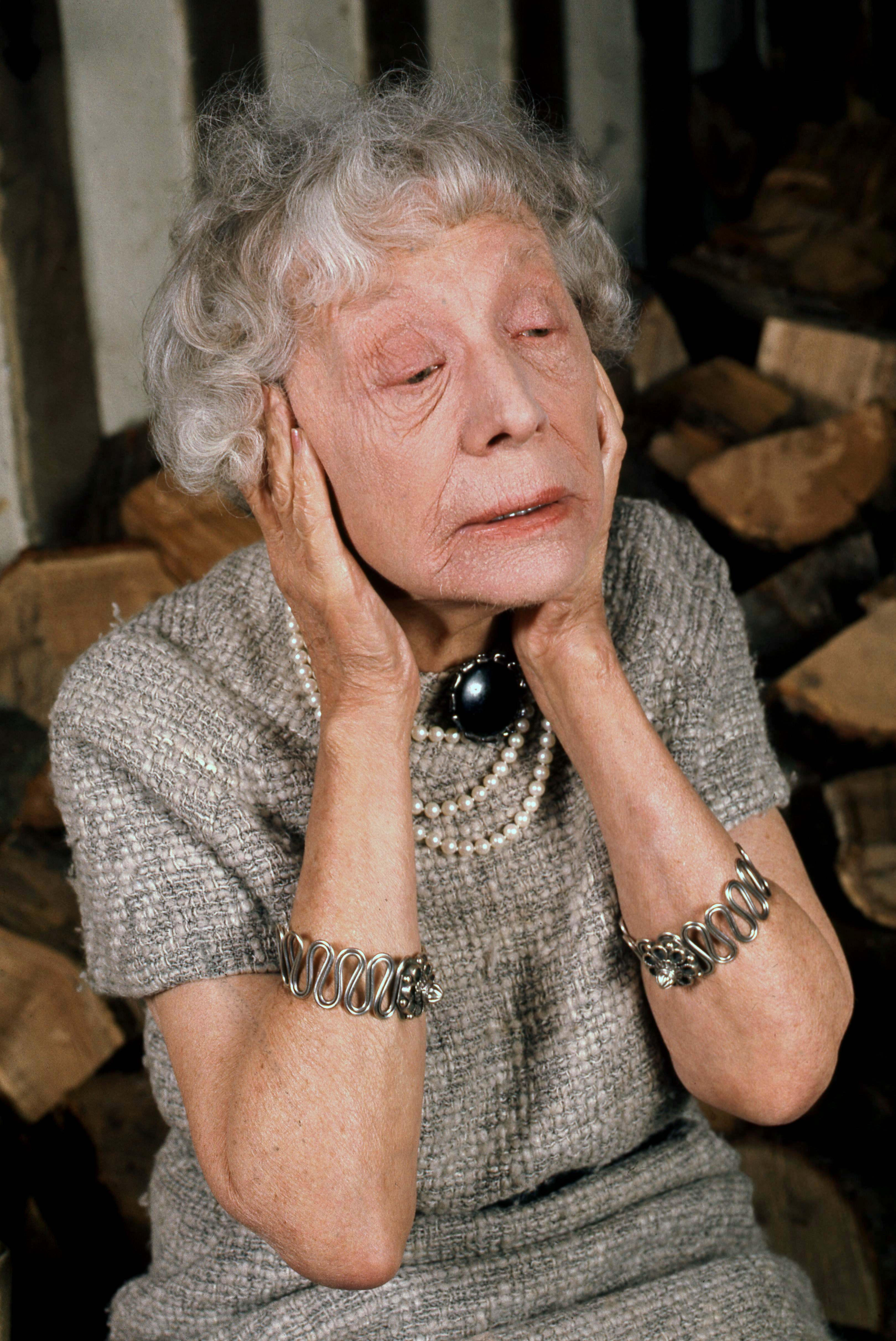
Edith Evans
14 oktober

| 1 | 2 | 3 | 4 | 5 | 6 | 7 | 8 | 9 | 10 | 11 | 12 | 13 | 14 | 15 | 16 | 17 | 18 | 19 | 20 | 21 | 22 | 23 | 24 | 25 | 26 | 27 | 28 | 29 | 30 | 31 |
| - | - | - | - | - | - | - | - | - | -- | -- | -- | -- | -- | -- | -- | -- | -- | -- | -- | -- | -- | -- | -- | -- | -- | -- | -- | -- | -- | -- |

### 2 oktober
- Quentin Jackson (67), Amerikaans trombonist

### 3 oktober
- Émile Benveniste (74), Frans taalkundige

### 5 oktober
- Lars Onsager (72), Noors-Amerikaans scheikundige
- Omer Simoen (49), Belgisch burgemeester

### 6 oktober
- Gilbert Ryle (76), Brits filosoof
- Hans Theilig (62), Duits handballer

### 7 oktober
- Nikolai Lopatnikoff (73), Russisch-Amerikaanse componist
- Jos Rovers (82), Nederlands kunstenaar

### 8 oktober
- Arne Jones (61), Zweeds beeldhouwer
- Charles Martinet (82), Zwitsers wielrenner

### 12 oktober
- José Rozo Contreras (82), Colombiaans componist en dirigent

### 14 oktober
- Edith Evans (88), Brits actrice
- Maurice Mareels (83), Belgisch kunstschilder

### 17 oktober
- Radaslaw Astrowski (88), Wit-Russisch politicus
- Philip Sheppard (55), Brits geneticus en lepidopterist

### 18 oktober
- Giacomo Lercaro (84), Italiaans kardinaal
- Pedro Sanjuán Nortes (89), Spaans componist
- Paul Schmidt (78), Duits uitvinder

### 19 oktober
- Karel Frederik Otto James (79), Nederlands burgemeester

### 21 oktober
- Joseph Müller-Blattau (81), Duits musicoloog

### 22 oktober
- René Dekkers (66), Belgisch jurist
- Elisabeth Helene von Thurn und Taxis (72), lid Duitse adel

### 24 oktober
- Eef Ruisch (70), Nederlands voetballer

### 25 oktober
- Raymond Queneau (73), Frans schrijver, dichter, dramaturg en wiskundige

### 27 oktober
- Deryck Cooke (57), Brits musicoloog
- José Yulo (82), Filipijns advocaat, rechter en politicus

### 28 oktober
- Johanna Stokhuyzen-de Jong (81), Nederlands schermster

### 29 oktober
- Eugène Everaerts (95), Vlaams activist

### 30 oktober
- Lies Ketterer (71), Duits beeldhouwer

### 31 oktober
- Cor Jurriaans (69), Nederlands voetballer
- Edmond Nicolas (73), Nederlands schrijver en televisiekok

## November

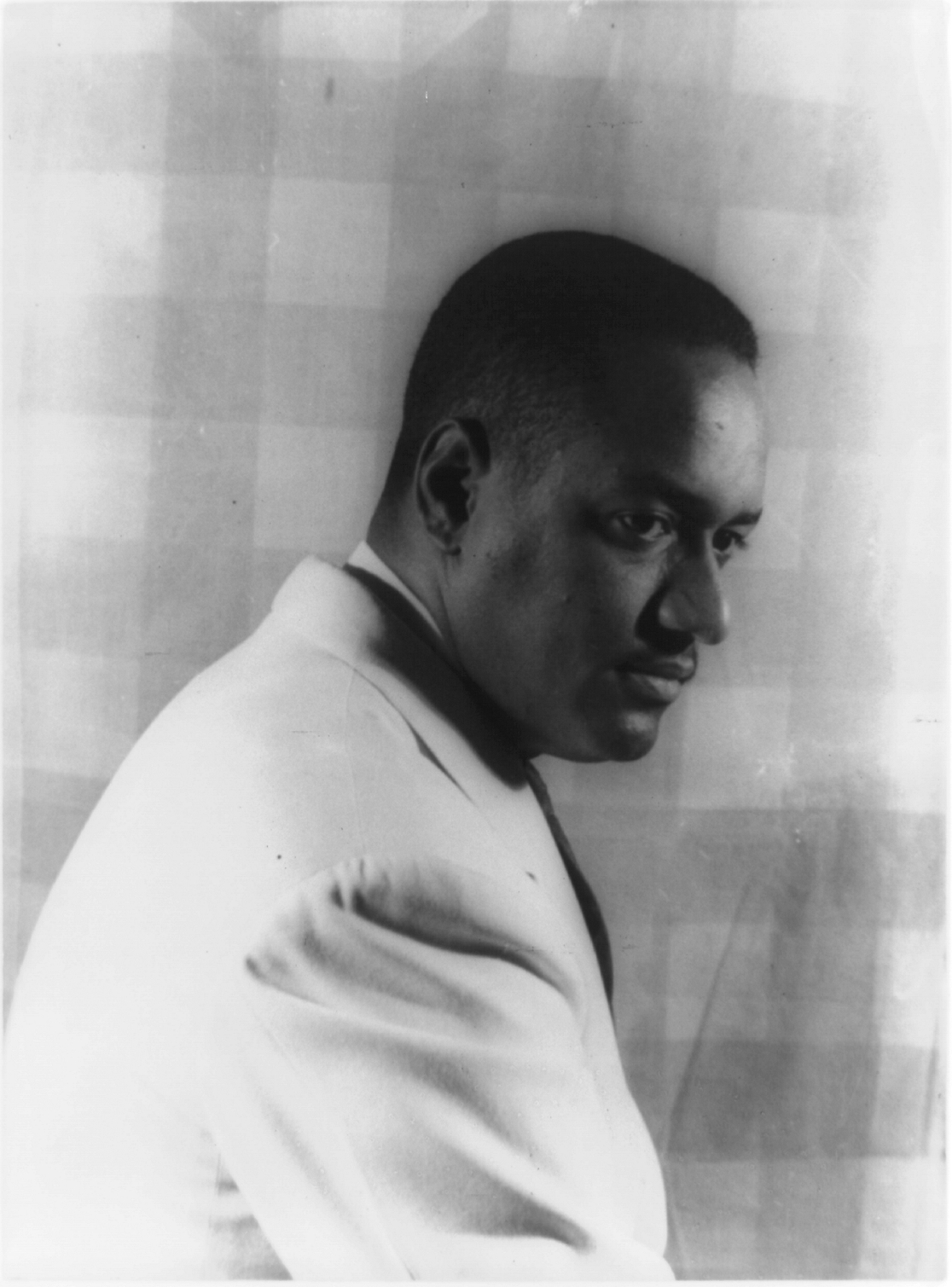
Dean Dixon
3 november

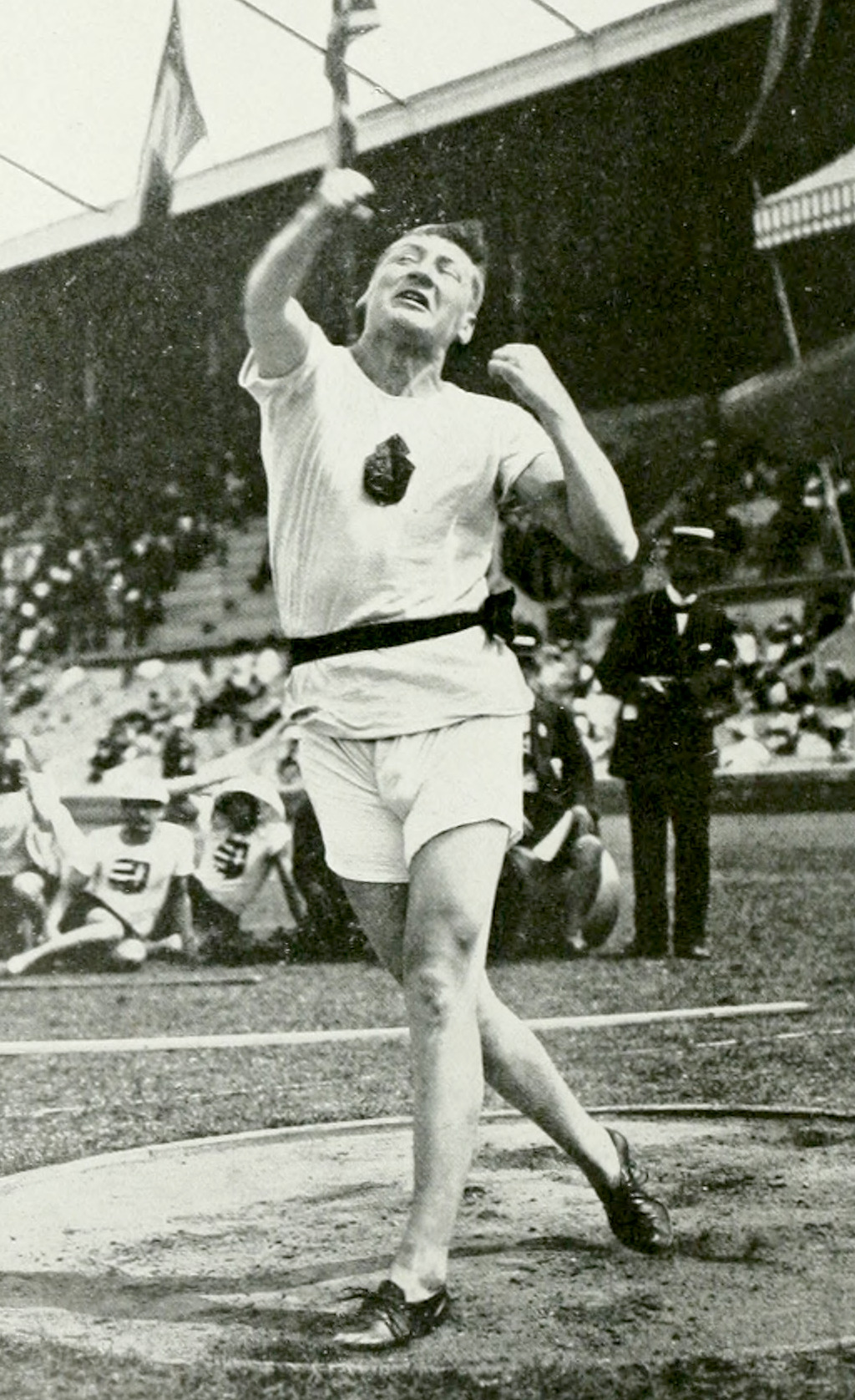
Armas Taipale
9 november

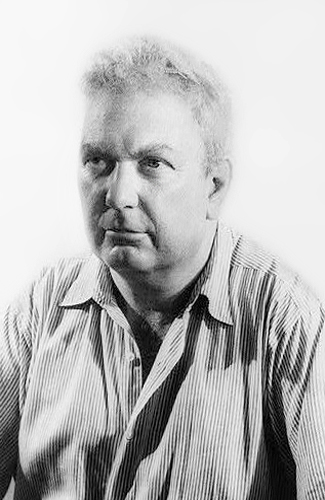
Alexander Calder
11 november

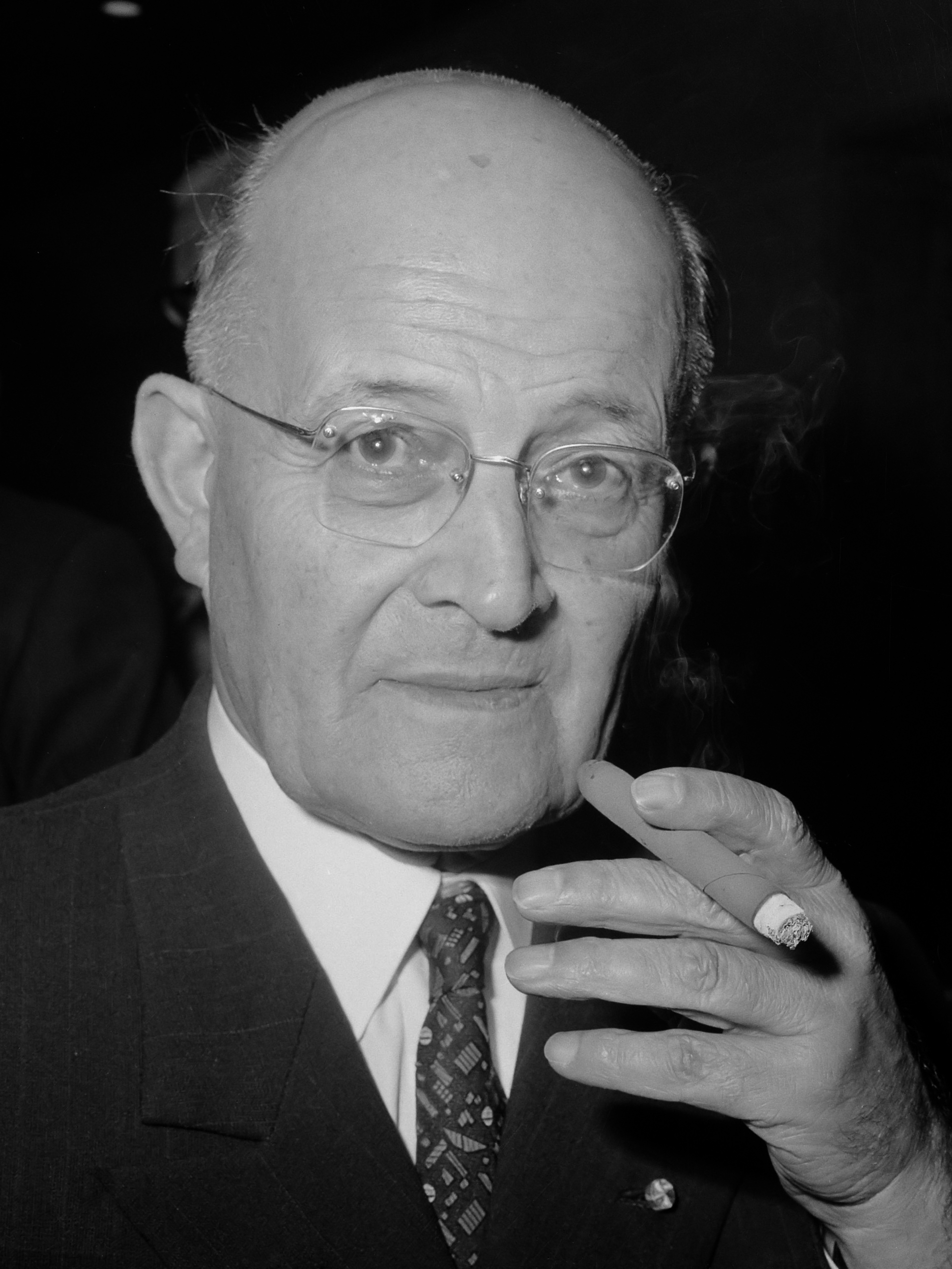
Toon Schröder
13 november

Rupert Davies
22 november

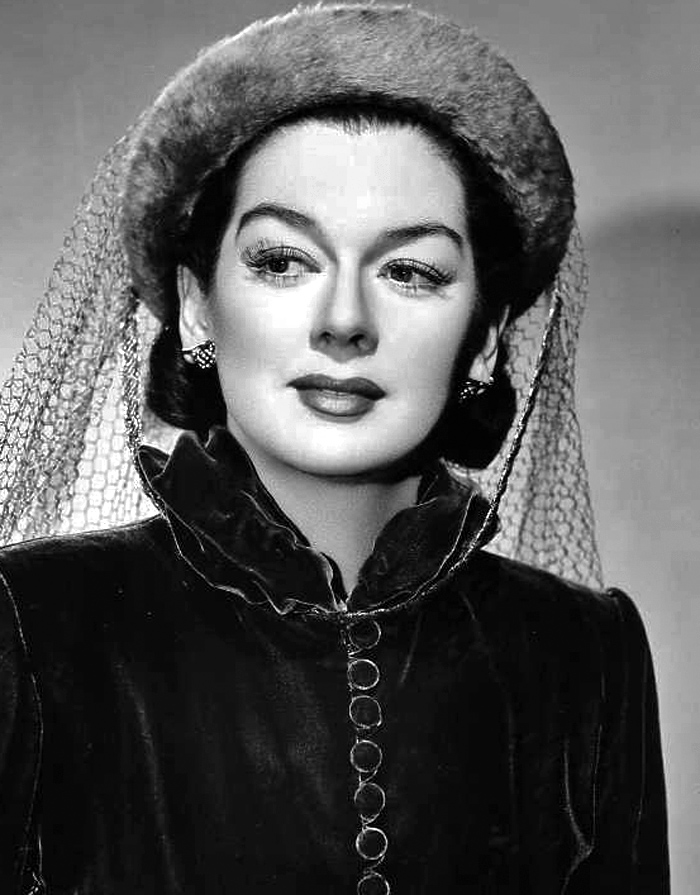
Rosalind Russell
28 november

| 1 | 2 | 3 | 4 | 5 | 6 | 7 | 8 | 9 | 10 | 11 | 12 | 13 | 14 | 15 | 16 | 17 | 18 | 19 | 20 | 21 | 22 | 23 | 24 | 25 | 26 | 27 | 28 | 29 | 30 |
| - | - | - | - | - | - | - | - | - | -- | -- | -- | -- | -- | -- | -- | -- | -- | -- | -- | -- | -- | -- | -- | -- | -- | -- | -- | -- | -- |

### 1 november
- Filip Johansson (74), Zweeds voetballer

### 2 november
- Reinier Chin a Loi (55), Surinaams paardensportpromotor
- Alexis Michiels (83), Belgisch wielrenner

### 3 november
- Dean Dixon (61), Amerikaans dirigent
- Henk Korthals (65), Nederlands politicus

### 4 november
- Toni Ulmen (70), Duits autocoureur

### 5 november
- Willi Hennig (63), Duits entomoloog

### 6 november
- Guust Hens (68), Nederlandse illustrator en kunstschilder

### 8 november
- Gottfried von Cramm (67), Duits tennisser

### 9 november
- Billy Halop (56), Amerikaans acteur
- André Kesbeke (69), Nederlands burgemeester
- Bernhard Rein (78), Estisch voetballer en voetbaltrainer
- Armas Taipale (86), Fins atleet

### 10 november
- Billy Arnold (71), Amerikaans autocoureur
- Wout Buitenweg (83), Nederlands voetballer
- Alois Günthard (63), Zwitsers politicus

### 11 november
- Alexander Calder (78), Amerikaans beeldhouwer

### 12 november
- Walter Piston (82), Amerikaans componist
- András Wanié (65), Hongaars zwemmer

### 13 november
- Alois Günthard (63), Zwitsers politicus
- Toon Schröder (82), Nederlands sportbestuurder

### 14 november
- Frederick Alfred Pile (92), Brits militair
- Wilhelm Zahn (66), Duits militair

### 15 november
- Jean Gabin (72), Frans danser en filmacteur

### 16 november
- Niwa Kawamoto (113), oudste persoon ter wereld

### 17 november
- Joost Meerloo (73), Nederlands psychoanalyticus

### 18 november
- Hermann Hubacher (91), Zwitsers beeldend kunstenaar
- Man Ray (Emmanuel Radnitzky) (86), Amerikaans fotograaf

### 20 november
- Trofim Lysenko (78), Sovjet-Russisch bioloog en landbouwkundige

### 21 november
- Cor van der Velde (82), Nederlands voetballer
- Emile Welter (75), Belgisch politicus

### 22 november
- Rupert Davies (60), Brits acteur

### 23 november
- André Malraux (75), Frans schrijver en politicus

### 26 november
- Robert Wancour (92), Belgisch wielrenner

### 28 november
- Rosalind Russell (69), Amerikaans actrice

### 29 november
- José da Costa Nunes (96), Portugees kardinaal
- Judith Lowry (86), Amerikaans actrice

## December

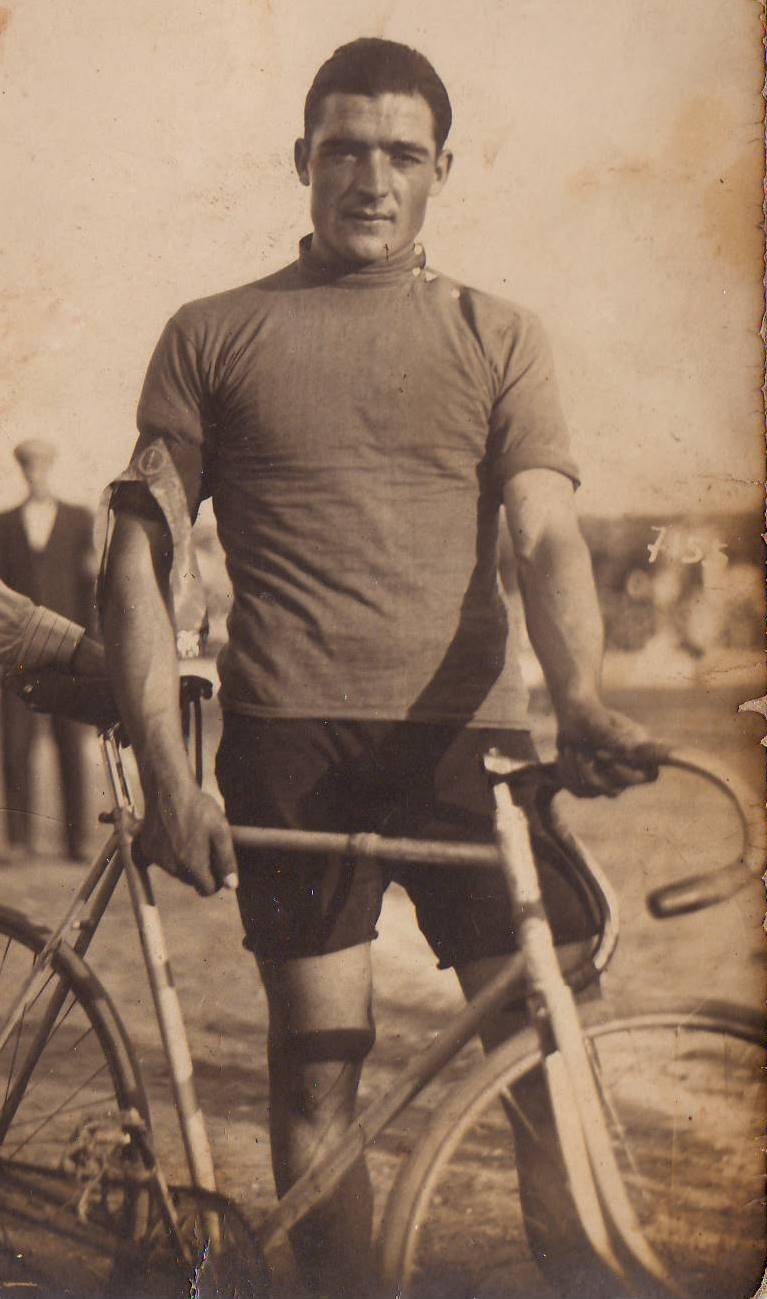
Alfredo Dinale
2 december

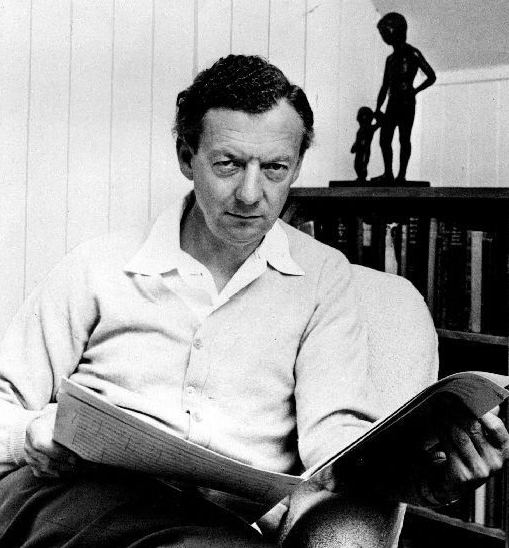
Benjamin Britten
4 december

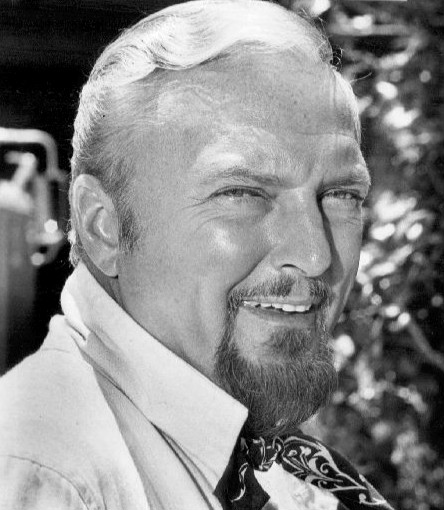
Jack Cassidy
12 december

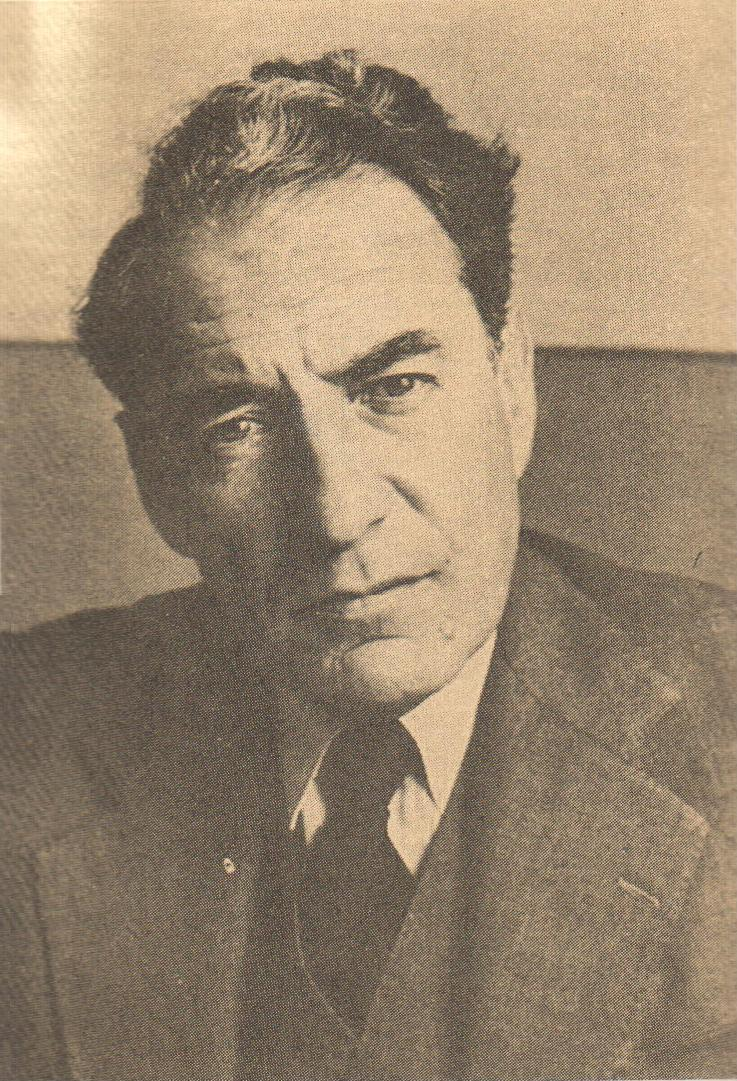
Martín Luis Guzmán
22 december

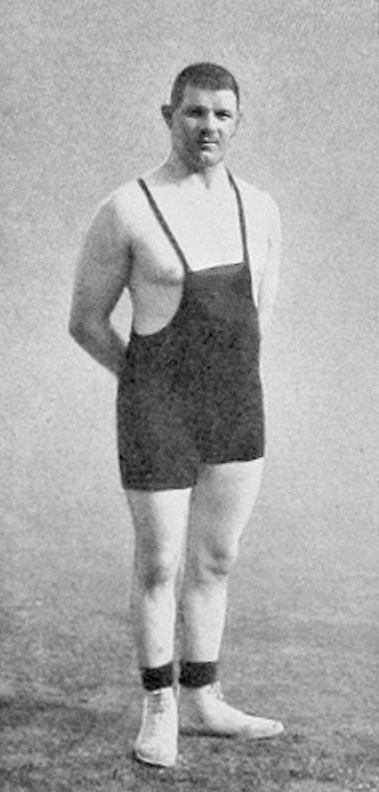
Anders Ahlgren
27 december

| 1 | 2 | 3 | 4 | 5 | 6 | 7 | 8 | 9 | 10 | 11 | 12 | 13 | 14 | 15 | 16 | 17 | 18 | 19 | 20 | 21 | 22 | 23 | 24 | 25 | 26 | 27 | 28 | 29 | 30 | 31 |
| - | - | - | - | - | - | - | - | - | -- | -- | -- | -- | -- | -- | -- | -- | -- | -- | -- | -- | -- | -- | -- | -- | -- | -- | -- | -- | -- | -- |

### 2 december
- Alfredo Dinale (76), Italiaans wielrenner
- Adriaan van Hees (66), Nederlands acteur en NSB'er
- Joop Huurman (60), Nederlands politicus
- Han Rädecker (55), Nederlands beeldhouwer

### 3 december
- Angelo Iachino (87), Italiaans militair

### 4 december
- Tommy Bolin (25), Amerikaans rockmuzikant
- Benjamin Britten (63), Brits componist

### 5 december
- André-Louis Daniëls (93), Belgisch architect

### 6 december
- João Goulart (57), president van Brazilië

### 8 december
- Albert Borschette (56), Luxemburgs schrijver en politicus

### 9 december
- Han van Senus (76), Nederlands waterpoloër

### 12 december
- Jack Cassidy (49), Amerikaans acteur

### 13 december
- André Louf-Decramer (70), Belgisch dichter
- Sture Petrén (68), Zweeds diplomaat

### 14 december
- Jean de Villenfagne de Vogelsanck (88), Belgisch burgemeester

### 16 december
- Evert Caspers (79), Nederlands kunstenaar
- Frank Pepermans (56), Belgisch industrieel

### 17 december
- Philip Henry Kuenen (74), Nederlands geoloog

### 18 december
- Max Adriani Engels (75), Nederlands sportjournalist

### 20 december
- Richard Joseph Daley (74), Amerikaans burgemeester
- Hans von Obstfelder (90), Duits militair leider

### 22 december
- Martín Luis Guzmán (89), Mexicaans schrijver en journalist
- Grégoire Kayibanda (52), president van Rwanda
- Adolf Remane (78), Duits zoöloog

### 24 december
- Jozef Feyaerts (74), Belgisch burgemeester

### 27 december
- Anders Ahlgren (88), Zweeds worstelaar
- René Pêtre (65), Belgisch politicus
- Gerard Slotemaker de Bruine (77), Nederlands politicus

### 28 december
- Freddie King (42), Amerikaans bluesgitarist en zanger
- Rudolf Urbanec (69), Tsjechisch componist

### 29 december
- Ivo Van Damme (22), Belgisch atleet

### 30 december
- Rudolf Fischer (64), Zwitsers autocoureur

### 31 december
- Isaäc Nicolaas Theodoor Diepenhorst (69), Nederlands politicus
- Edu Waskowsky (42), Nederlands schilder en beeldhouwer

## Datum onbekend
- Hans Detlev Voss (69), Duits illustrator en ontwerper (overleden in december)

1900 ·
1901 ·
1902 ·
1903 ·
1904 ·
1905 ·
1906 ·
1907 ·
1908 ·
1909 ·
1910 ·
1911 ·
1912 ·
1913 ·
1914 ·
1915 ·
1916 ·
1917 ·
1918 ·
1919 ·
1920 ·
1921 ·
1922 ·
1923 ·
1924 ·
1925 ·
1926 ·
1927 ·
1928 ·
1929 ·
1930 ·
1931 ·
1932 ·
1933 ·
1934 ·
1935 ·
1936 ·
1937 ·
1938 ·
1939 ·
1940 ·
1941 ·
1942 ·
1943 ·
1944 ·
1945 ·
1946 ·
1947 ·
1948 ·
1949 ·
1950 ·
1951 ·
1952 ·
1953 ·
1954 ·
1955 ·
1956 ·
1957 ·
1958 ·
1959 ·
1960 ·
1961 ·
1962 ·
1963 ·
1964 ·
1965 ·
1966 ·
1967 ·
1968 ·
1969 ·
1970 ·
1971 ·
1972 ·
1973 ·
1974 ·
1975 ·
1976 ·
1977 ·
1978 ·
1979 ·
1980 ·
1981 ·
1982 ·
1983 ·
1984 ·
1985 ·
1986 ·
1987 ·
1988 ·
1989 ·
1990 ·
1991 ·
1992 ·
1993 ·
1994 ·
1995 ·
1996 ·
1997 ·
1998 ·
1999 ·
2000 ·
2001 ·
2002 ·
2003 ·
2004 ·
2005 ·
2006 ·
2007 ·
2008 ·
2009 ·
2010 ·
2011 ·
2012 ·
2013 ·
2014 ·
2015 ·
2016 ·
2017 ·
2018 ·
2019 ·
2020 ·
2021 ·
2022 ·
2023 ·
2024 ·
2025